# Uczta (dialog Platona)
Uczta, Sympozjon (gr. Συμπόσιον Sympósion) – dialog Platona zaliczany najczęściej do średniego okresu jego twórczości (powstał prawdopodobnie pomiędzy 384 a 372 r. p.n.e.), o konstrukcji ramowej. Głównym tematem dialogu jest miłość (eros). Obok Państwa uważany jest za jedno ze szczytowych osiągnięć literackich Platona. Istnieje także dialog Ksenofonta o tym samym tytule, poruszający ten sam temat i rozgrywający się w tych samych okolicznościach.

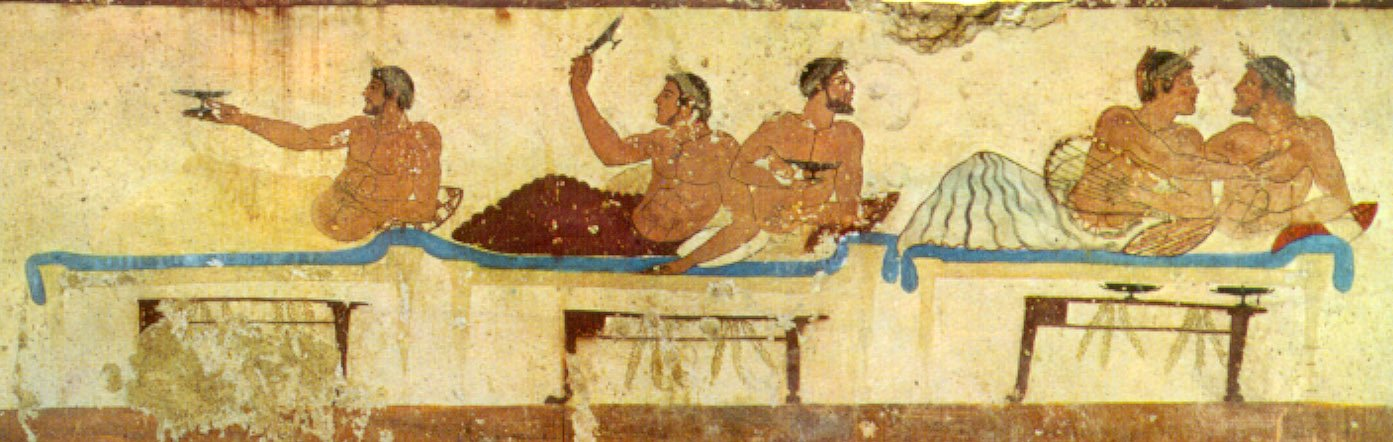
Greckie malowidło naścienne z II połowy V w. p.n.e. Fresk przedstawia starożytną ucztę.

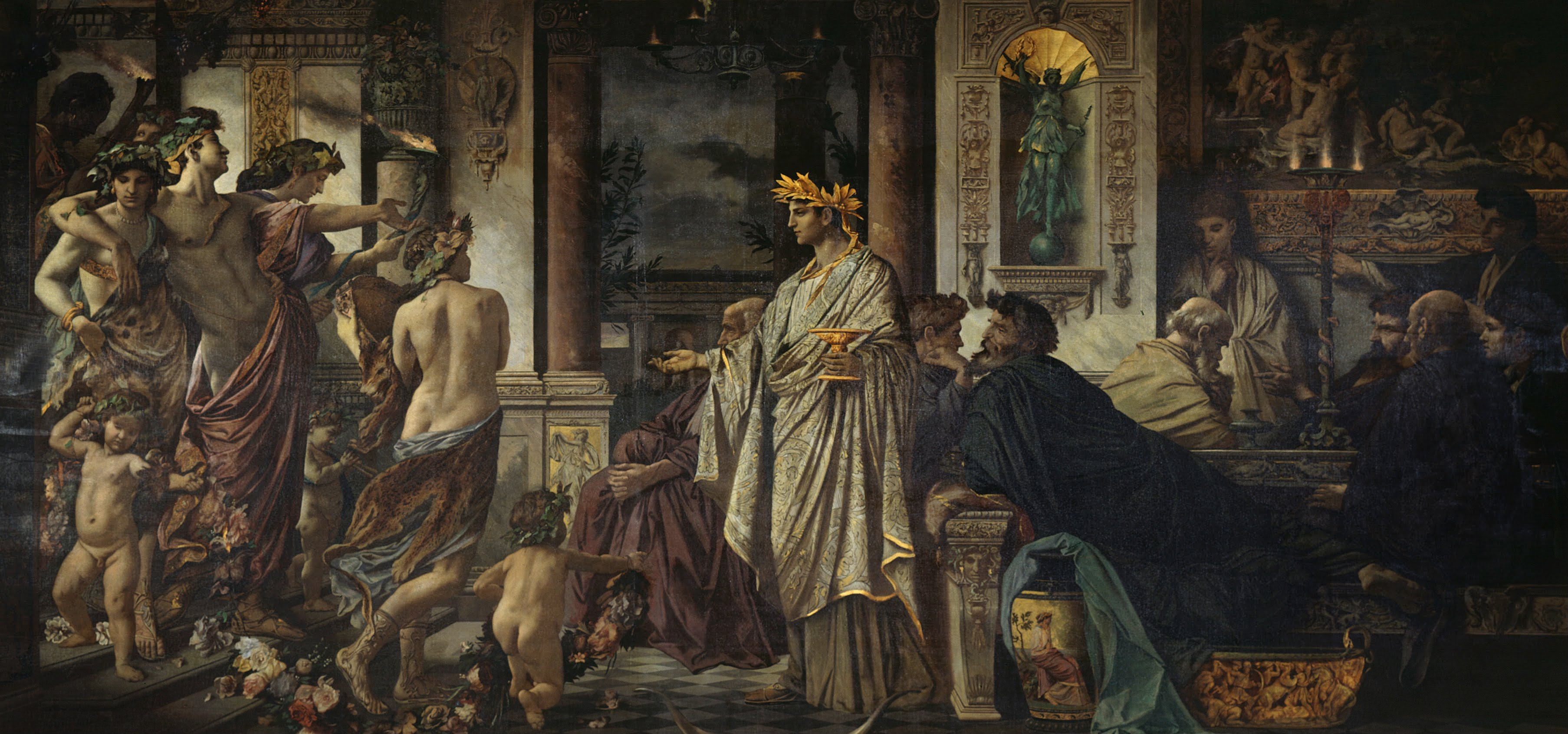
Anselm Feuerbach, Uczta Platona

## Budowa dialogu
Uczta ma skomplikowaną konstrukcję ramową o kilku poziomach narracji. O tym, co wydarzyło się na uczcie u Agatona, czytelnik dowiaduje się z rozmowy Apollodora z niewymienionym z imienia przyjacielem. Wcześniej Apollodor opowiedział o uczcie Glaukonowi (bratu Platona) i teraz powtarza swoją relację. Rozmowa toczy się około 400 r. p.n.e., dotyczy jednak uczty, która miała miejsce kilkanaście lat wcześniej i którą dramaturg Agaton wydał dla uczczenia swojego zwycięstwa w agonie podczas Dionizji w 416 r. p.n.e. Apollodor nie był obecny na tej uczcie, powtarza to, co usłyszał o niej od Arystodemosa, znajomego Sokratesa. Arystodemos opowiedział mu z kolei, o czym mówili uczestnicy uczty – Fajdros, Pauzaniasz, Eryksimachos, Arystofanes, Agaton, Sokrates i Alkibiades. Wreszcie na ostatnim poziomie narracji Sokrates opowiada na uczcie, czego dowiedział się od Diotymy.
W dialogu można wyróżnić następujące części: rozmowę Apollodora z przyjacielem, mowy pięciu uczestników uczty na cześć Erosa, wielką mowę Sokratesa i mowę Alkibiadesa na cześć Sokratesa. Każdy z ucztujących mówi o Erosie z innej perspektywy, która wynika z zajęcia, jakim się para, np. literata, prawnika, medyka, lub cech jego charakteru. Te podstawowe części przerywane są intermezzami o charakterze komicznym.

## Uczty w starożytnej Grecji

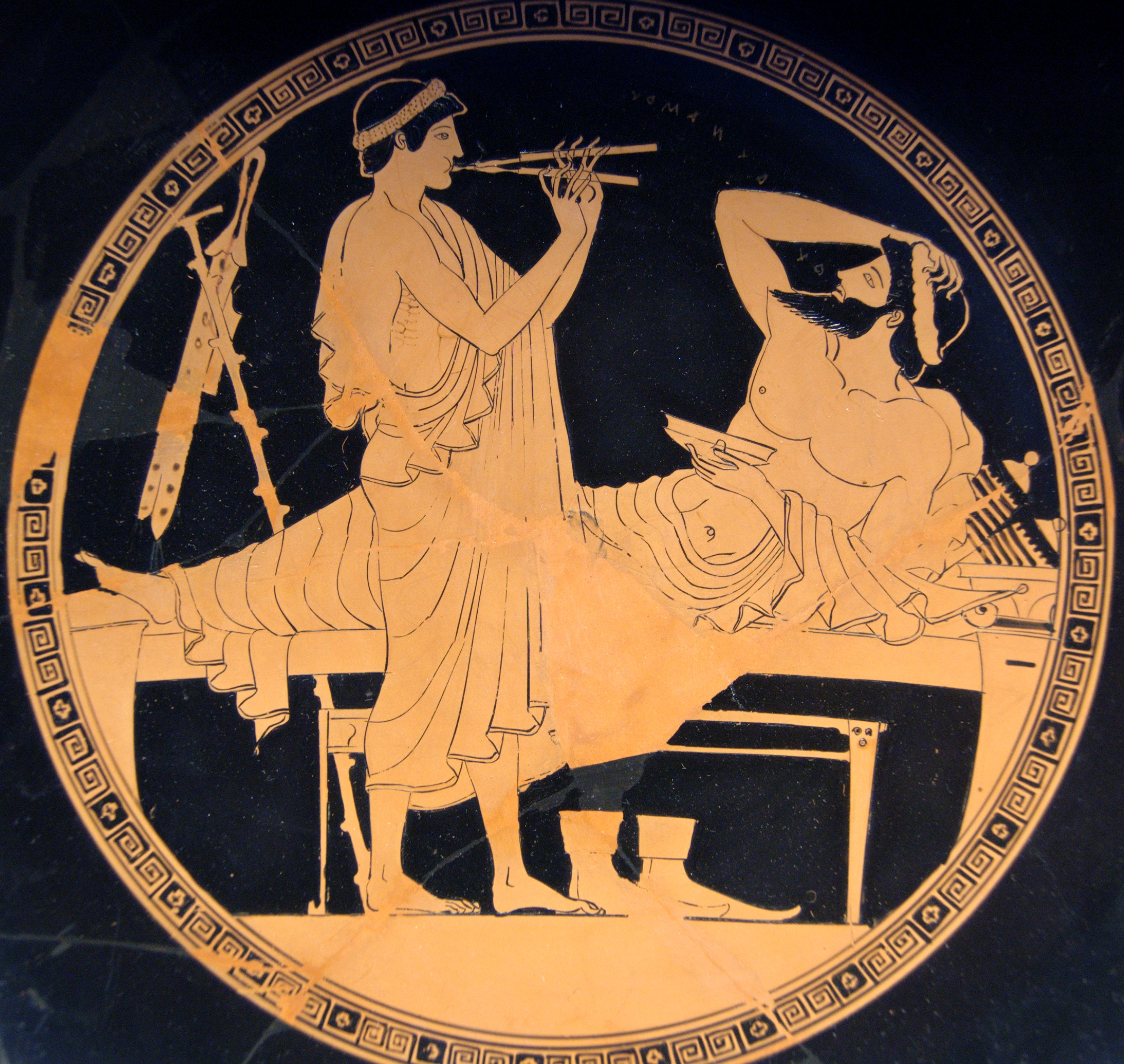
Ucztujący i muzykant grający na aulosie podczas sympozjonu, kyliks attycki, około 480 p.n.e.

Przygotowania do tradycyjnej uczty greckiej – sympozjonu – oraz jej przebieg miały często sformalizowany charakter, który znajduje swoje odzwierciedlenie w treści dialogu. W reprezentacyjnym pomieszczeniu domu (andronyie), ozdobionym rzeźbami i malowidłami, ustawiano w podkowę sofy z poduszkami, na których leżeli goście (również posiłki spożywano w pozycji leżącej). Zapraszano gości, na uczty przychodziły też jednak i osoby niezaproszone, jak Arystodemos w dialogu. Gościom służba umywała nogi, po zjawieniu się ostatniego zaproszonego wnoszono i nakrywano stoły. Miejsce gospodarza było na skraju podkowy, z jej prawego końca, czasami jednak odstępował je któremuś z gości, jeśli chciał go specjalnie uhonorować. Tak też postąpił Agaton, zapraszając Sokratesa, aby zajął jego miejsce.
Po skończeniu jedzenia wszyscy pili trochę czystego wina z płaskiej czary na cześć Dionizosa (poza tym wino pito rozcieńczone wodą). Służba sprzątała resztki jedzenia, wnosiła nowe stoły, po czym niewolnicy rozdawali gościom wieńce z kwiatów i wonne maści do natarcia rąk. Zaczynała się "uczta dla ducha", czyli występy artystyczne flecistek, tancerek, aktorów; albo też goście sami dbali o intelektualną oprawę uczty, popisując się dowcipem lub prowadząc dyskusje na filozoficzne tematy. Tak też było na uczcie opisanej przez Platona.

## Zawiązanie dialogu

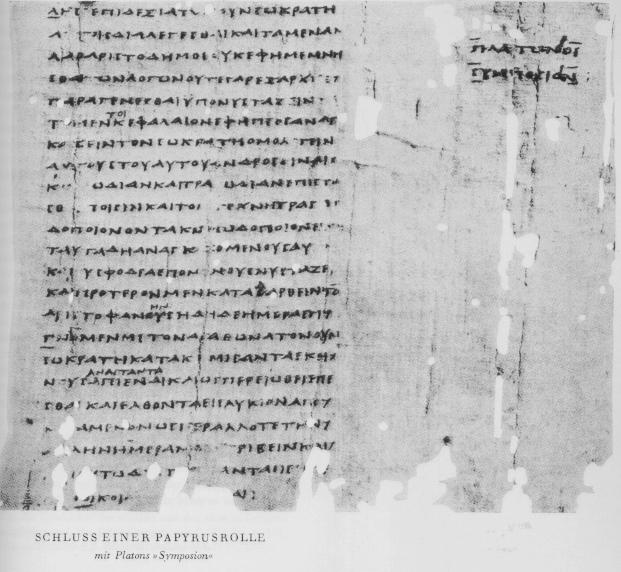
Papirus zawierający tekst Uczty

Apollodor, poproszony przez przyjaciela o nieznanym imieniu i prawdopodobnie inne osoby, aby opowiedział o uczcie u Agatona, stwierdza, że ma do tego już pewne przygotowanie, ponieważ niedawno opowiadał tę historią Glaukonowi. Spotkał go, idąc z domu w Faleronie do Aten. Glaukon słyszał już wcześniej o uczcie od kogoś innego, któremu opowiedział o niej Fojniks, który z kolei dowiedział się o niej od Arystodemosa z Kytadenajon, który był na uczcie z Sokratesem. Apollodor wyjaśnił Glaukonowi, że uczta miała miejsce nie niedawno, lecz kiedy byli jeszcze dziećmi; sam nie był na uczcie, opowiedział mu o niej również Arystodemos. Potem Apollodor wypytywał o sympozjon jeszcze Sokratesa, który potwierdził relację Arystodemosa. Od tego miejsca (174) dialog staje się relacją Arystodemosa.
Właściwe opowiadanie rozpoczyna się w momencie, kiedy pewnego razu Arystodemos przypadkiem spotyka Sokratesa, umytego i w sandałach, co jest jak na niego niezwykłym widokiem – Sokrates przeważnie nie dbał o powierzchowność zewnętrzną. Ten wyjaśnia mu, że idzie na ucztę u Agatona. Nie był na niej poprzedniego dnia, ponieważ bał się, że będzie dużo hołoty (174a), obiecał jednak przyjść nazajutrz. Sokrates zaprasza Arystodemosa, aby mu towarzyszył. W drodze Sokrates rozmyśla i każe iść Arystodemosowi przodem; kiedy ten wreszcie dociera do domu gospodarza, przychodzi bez Sokratesa. Agaton przyjaźnie wita Arystodemosa i pyta o Sokratesa. Posłany po niego chłopiec ze służby powraca z wiadomością, że Sokrates stoi w ganku u sąsiadów i nie chce wejść (175a). Agaton jeszcze kilkakrotnie chce posyłać po filozofa, Arystodemos odradza mu to, twierdząc, że on już ma taki jakiś zwyczaj i że na pewno przyjdzie (175b). Wreszcie Sokrates zjawia się w połowie wieczerzy, Agaton zaprasza Sokratesa, aby ten położył się obok niego, aby i on mógł skorzystać trochę z tej mądrości, którą Sokrates z pewnością zdobył, rozmyślając na ganku. Sokrates przyjmuje zaproszenie, na protekcjonalny ton Agatona reagując stwierdzeniem, że sam dzięki temu będzie mógł od niego nassać i dużo i bardzo pięknej mądrości. Jego mądrość jest licha i ledwie się świeci, podczas gdy mądrość Agatona lśni i przyrasta szybko (175e) – jest to aluzja do nagrody, jaką Agaton otrzymał za swoją tragedię wystawioną podczas Dionizjów.
Po zakończeniu wieczerzy następuje libacja i goście śpiewają hymny do bogów, po czym przystępują do picia wina. Pauzaniasz, jeden z gości, który na uczcie pełni funkcję sympozjarchy, to jest mistrza uczty, stwierdza, że po pijaństwie poprzedniego dnia pragnąłby jakiegoś odświeżenia, Arystofanes, inny z gości, i Agaton zgadzają się z nim (176b). Lekarz Eryksimachos wskazuje na szkodliwość pijaństwa; uczestnicy uczty zgadzają się, aby pić umiarkowanie i następnie, po odesłaniu flecistki, zająć się rozmową. Jako temat do dyskusji Eryksimachos proponuje, aby każdy z biesiadników wygłosił mowę na cześć Erosa (które to słowo w języku greckim oznacza zarówno boga miłości jak i samą miłość), ponieważ jest to temat dotychczas zaniedbany przez filozofów (177).

## Mowa Fajdrosa

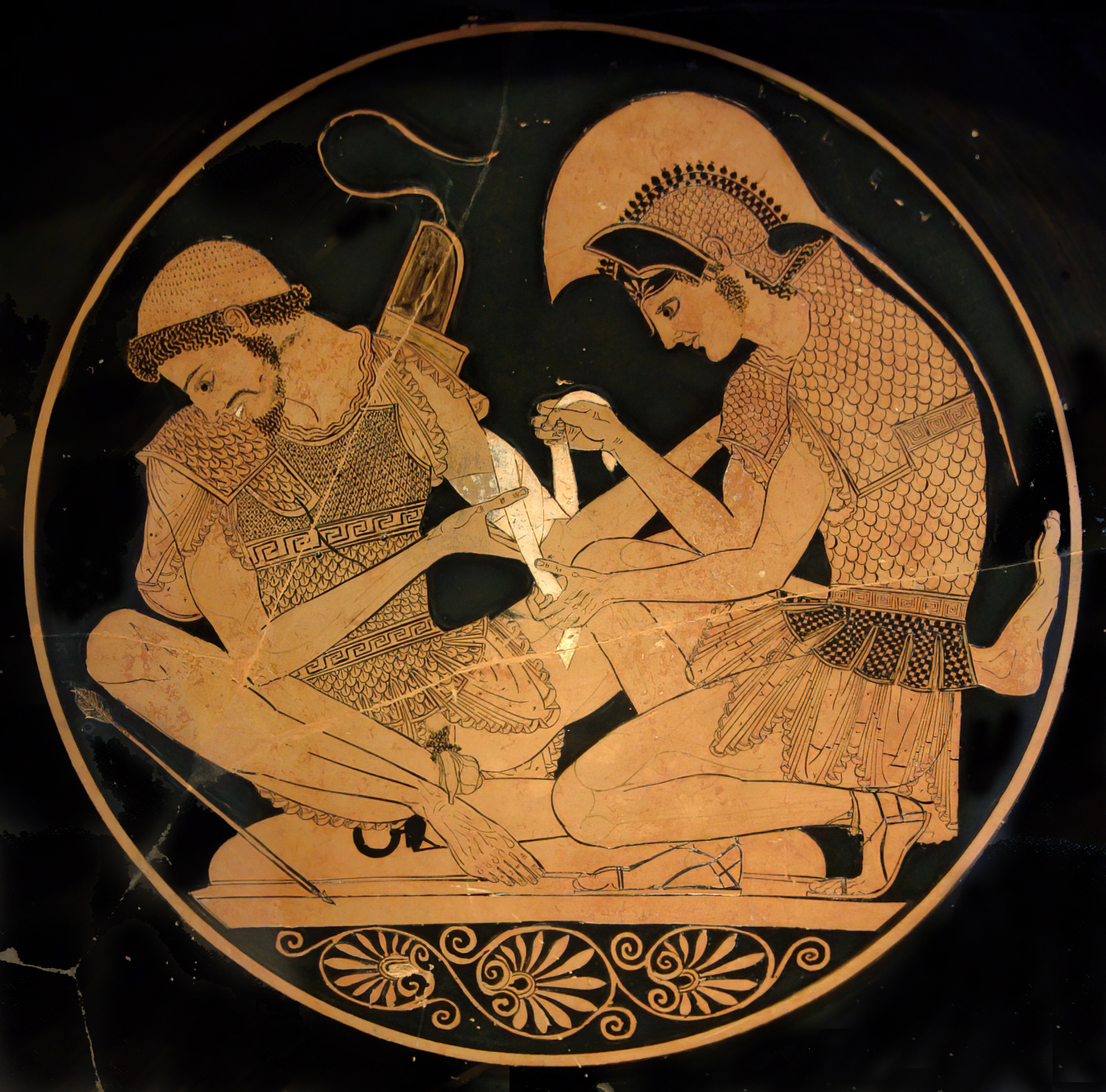
Achilles i Patrokles

Pierwszym mówcą jest Fajdros, od którego imienia bierze tytuł inny dialog Platona Fajdros, znany także z kilku innych dzieł Platona. Fajdros określa Erosa jako najstarszego z bogów, czego dowodem ma być fakt, że u nikogo z poetów ani zwykłych ludzi (Fajdros cytuje przy tym Hezjoda, Parmenidesa i Akuzilaosa) nie znajduje imion jego rodziców (178b). Będąc najstarszym bogiem, daje też ludziom najwięcej dobra w ten sposób, że skłania kochanków do czynów dobrych i szlachetnych: Fajdros zauważa, że ludzie najbardziej wstydzą się czynów złych przed kochankiem, a czynów dobrych najbardziej pragną właśnie przez wzgląd na jego podziw – w ten sposób Eros jest siłą napędową dobra. Gdyby można było stworzyć państwo lub wojsko z samych "miłośników" i "oblubieńców", państwo takie byłoby wzorem ładu i porządku społecznego, a jego obywatele, dzięki temu, że Eros natchnąłby ich męstwem, zwyciężyliby cały świat (179a).
Fajdros w dialogu mówi przede wszystkim o miłości między mężczyznami, przyznając, że do takiej miłości zdolne są też kobiety, jak Alkestis, gotowa umrzeć za męża. Ważna jest przy tym szczerość w gotowości oddania życia za ukochanego lub ukochaną. Szczerości tej nie miał w sobie Orfeusz, kiedy zszedł do Hadesu, aby odzyskać żonę Eurydykę, dlatego stracił ją na zawsze i został ukarany śmiercią z ręki kobiet; miał ją natomiast Achilles, który nie bał się stanąć do walki z Hektorem, aby pomścić śmierć swojego "miłośnika" Patroklosa, i zginąć później od strzały Parysa. Fajdros zaprzecza przy tym twierdzeniu Ajschylosa, jakoby to Achilles był "miłośnikiem" Patroklosa; w rzeczywistości młodszy i piękniejszy Achilles miał być jego "oblubieńcem" (180a). (W polskim przekładzie Władysława Witwickiego słowem "miłośnik" oddano greckie słowo ἐραστής – erastes, oznaczające dojrzałego mężczyznę będącego stroną aktywną w stosunku homoseksualnym; "oblubieniec", w języku greckim ἐρώμενος – eromenos, z reguły dojrzewający chłopiec, był obiektem jego uczuć). Kończąc swoją mowę Fajdros stwierdza, że bogowie bardziej podziwiają i nagradzają, gdy oblubieniec miłośnika kocha, niż gdy miłośnik oblubieńca (180b), ponieważ miłośnik ma w sobie coś boskiego, mieszka w nim bóg.

## Mowa Pauzaniasza

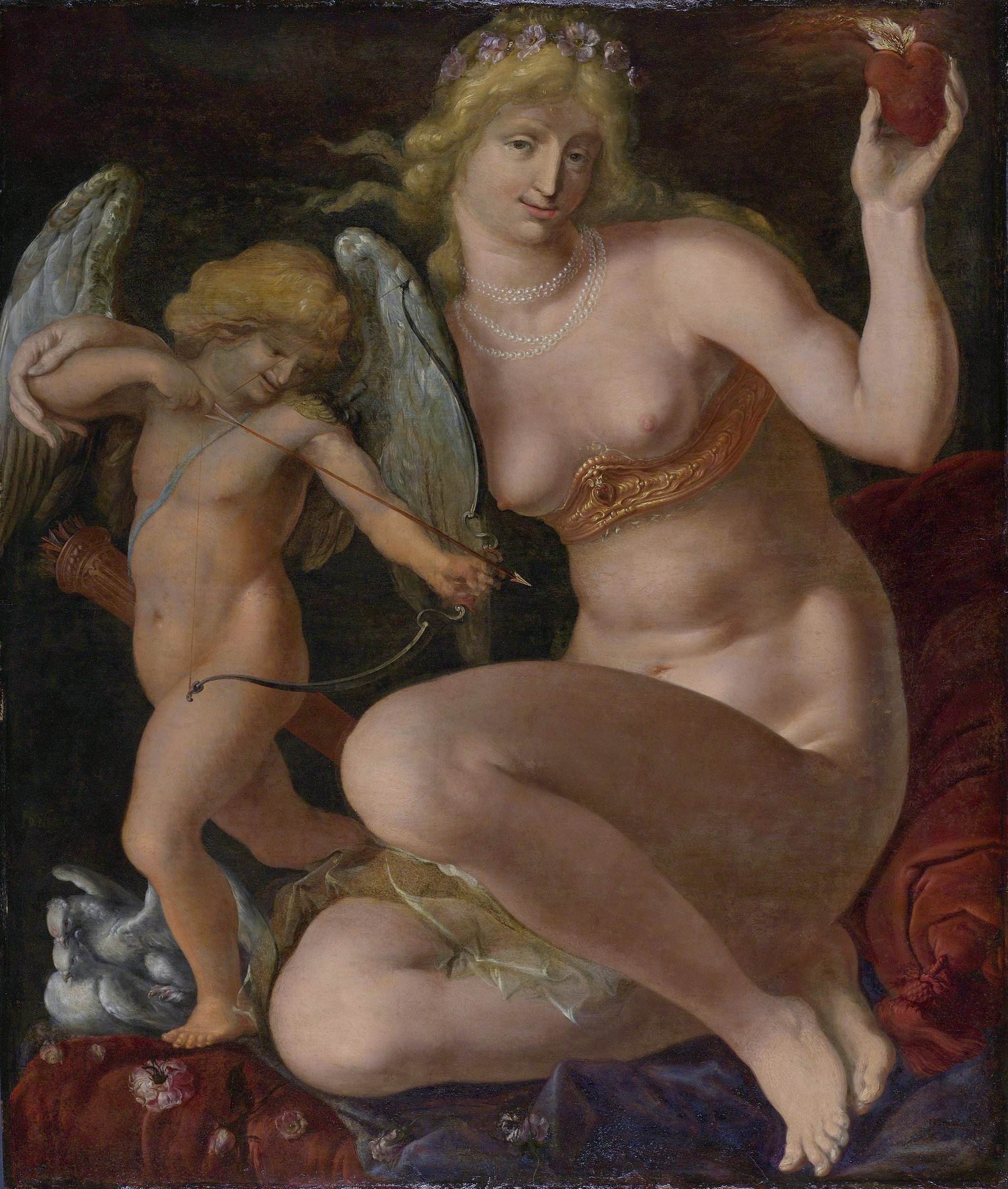
Afrodyta i Eros – obraz Jacques’a de Gheyn

Drugim mówcą jest Pauzaniasz, sofista i polityk grecki, z zarazem kochanek Agatona, który po literackim ujęciu tematu Erosa przez Fajdrosa podchodzi do niego od strony prawnej. Pauzaniasz zaczyna od stwierdzenia, że przedmiot rozmowy nie jest ściśle określony, ponieważ w rzeczywistości istnieją dwa Erosy, z których tylko jeden zasługuje na to, aby go chwalić (180d). Ta dwoistość Erosa wynika z tego, że istnieją też dwie Afrodyty, bez których boga miłości nie sposób sobie wyobrazić. Starsza Afrodyta nie miała matki, jest córką Nieba, i stąd jest nazywana Afrodytą niebiańską (gr. Ἀφροδίτη Οὐρανία); druga, młodsza, była córką Zeusa i Diony i jest nazywana wszeteczną (gr. Ἀφροδίτη πάνδημοσ).
Z pomocą Erosa, syna Afrodyty wszetecznej, kochają jednostki niższe: kochają one zarówno kobiety jak i chłopców, przy tym bardziej ciała niż dusze, myślą tylko o uczynku, piękno jest im obojętne; a jako że Afrodyta wszeteczna jest boginią młodszą niż Afrodyta niebiańska i ma w sobie pierwiastek męski i żeński, zdarza im się za sprawą miłości czynić raz źle, raz dobrze.
Afrodyta niebiańska jest boginią starszą i ma w sobie wyłącznie pierwiastek męski; dlatego też Eros będący jej synem skłania wyłącznie do miłości do mężczyzn jako do miłości do tego, co z natury ma więcej siły i rozumu. Pederaści ogarnięci takim Erosem nie kochają małych dzieci, tylko chłopców, którzy już zaczynają myśleć, którzy weszli w wiek dojrzewania (181d). Powinno istnieć prawo zakazujące kochania nieletnich (Pauzaniasz ma tu na myśli dzieci przed okresem dojrzewania), ponieważ z takiego chłopaka nie wiadomo jeszcze, co będzie (181e); pederaści, którzy tak nierozważnie postępują, ściągają też potępienie na całą grupę "miłośników".

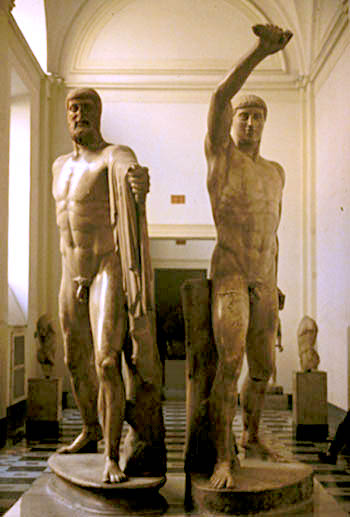
Rzeźby Harmodiosa i Aristogejtona, uosobienie przyjaźni i miłości homoseksualnej w starożytnej Grecji

W dalszej części mowy Pauzaniasz analizuje instytucję miłości homoseksualnej w różnych częściach Grecji. W Elidzie i Beocji nie jest ona uważana za coś złego, w Jonii i wśród ludów barbarzyńskich uchodzi ona za zbrodnię, barbarzyńcy za zbrodnię uważają też jednak filozofię i zamiłowanie do gimnastyki. Wiele rządów zwalcza homoseksualizm, ponieważ obawia się tworzenia się trwałych przyjaźni i związków pomiędzy rządzonymi (182c); obawy te są często uzasadnione, o czym mogli przekonać się tyrani Aten, kiedy próbowało ich obalić dwóch przyjaciół i kochanków Harmodios i Aristogejton.
Obecnie w Atenach w stosunku do homoseksualizmu obowiązują znacznie piękniejsze od tamtych prawa, chociaż niełatwe do zrozumienia (182d). Teraz uchodzi za rzecz piękną kochać jawnie osoby dzielne i wybitne, nawet brzydkie. Za piękną rzecz uchodzi też zdobyć ulubieńca, dla którego to celu miłośnicy są gotowi do czynów, które innym przyniosłyby wstyd i hańbę, jak błagania i spanie pod czyimiś drzwiami, a nawet złamanie przysięgi (przysięga, jak stwierdza Pauzaniasz, w miłości nie obowiązuje) (183c). Z drugiej strony rodzice ustanawiają chłopcom guwernerów do towarzystwa, aby chronić ich przed zalotami ze strony miłośników; koledzy chłopców też obrzucają ich wyzwiskami, kiedy zauważą próbę takich stosunków. Jaki jest więc naprawdę stosunek Ateńczyków do homoseksualizmu?
Pauzaniasz stwierdza, że żadna rzecz nie jest ani dobra, ani zła sama przez się, należy więc odpowiedzieć na pytanie, kiedy miłość jest godna pochwały, a kiedy nie. Złą rzeczą jest folgować niegodziwcowi w sposób niegodziwy, to znaczy takiemu miłośnikowi, co więcej kocha ciało niż duszę (183e), który opuści oblubieńca, jak tylko zwiędnie jego ciało. Godna aprobaty jest natomiast taka miłość, w której ktoś upodobał charakter i ducha dzielnego (183e), ponieważ zostanie przy nich całe życie. Wzajemne poznanie się kochanków wymaga czasu, który jest doskonałym probierzem stałości uczuć, dlatego oblubieńcy nie powinni dawać się szybko zdobyć. Hańbą jest też dać się uwieść za pieniądze lub dla kariery, bo są to rzeczy zmienne i niestałe, na takim tle niemożliwa jest nawet przyjaźń (184b). Miłość jest rzeczą dobrą tylko wtedy, kiedy kochanek oddaje się kochankowi w przekonaniu, że za jego sprawą stanie się dzielniejszym i mądrzejszym (184de). Ważne są przy tym prawdziwe motywy działania człowieka, a nie ich skutek. Nawet jeśli oblubieniec odda się miłośnikowi w pragnieniu zdobycia dzielności, a ten w końcu okaże się złym człowiekiem, nie umniejsza to piękna jego czynu. Tak więc stanowczo piękną jest rzeczą oddawać się dla dzielności (185c), konkluduje Pauzaniasz.

## Mowa Eryksimachosa
Jako trzeci przemawiać miał Arystofanes, komediopisarz grecki, ale zastępuje go lekarz Eryksimachos, bo Arystofanes dostaje napadu czkawki (185d-e). Jest to pierwsze intermezzo, oddzielające dwie pierwsze mowy od następnej, całkiem innej w charakterze. W mowie tej lekarz Eryksimachos, mówiąc pozornie o miłości, w istocie porusza zagadnienia filozofii przyrody i teorii humorów Hipokratesa.

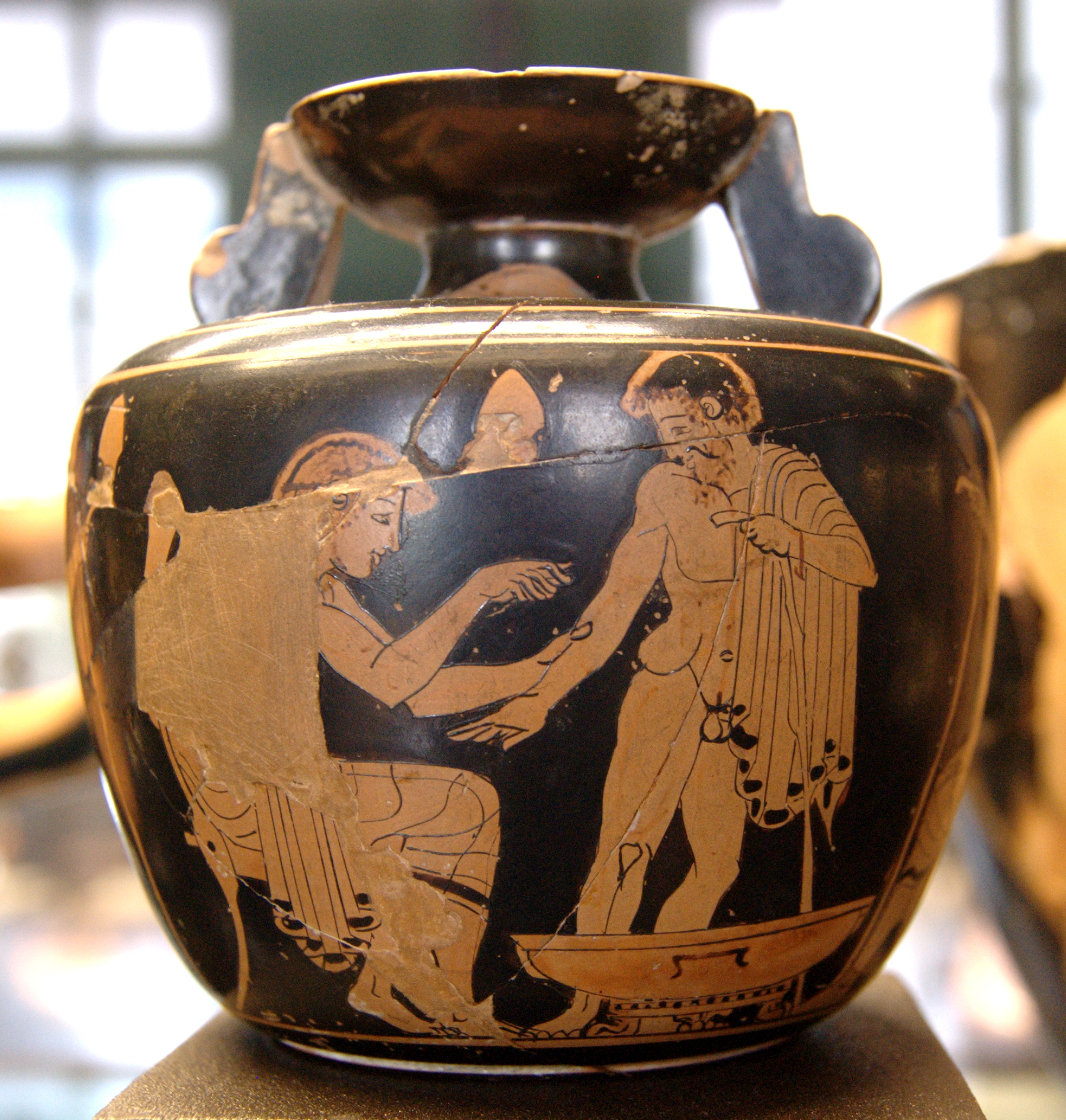
Lekarz leczący pacjenta. Waza grecka z V w. p.n.e.

Eryksimachos przyznaje rację Pauzaniaszowi, że Eros jest dwojaki; w nawiązaniu do jego mowy zaznacza jednak, że uważa ją za niedokończoną (185d-186e). Sądzi, że trzeba do niej dodać, że dopiero medycyna uczy, że Eros nie tylko jest dwojaki, ale ponadto mieszka nie tylko w duszach ludzkich, ale we wszystkim, co istnieje (186e). Zgodnie z tą opinią o wartości medycyny postanawia zacząć mowę "od spraw lekarskich" – dwojaki Eros mieszka w ciałach na podobieństwo zdrowia i choroby, które jako całkiem odmienne od siebie "kochają" przeciwne rzeczy (186b). Rzeczą dobrą jest według Eryksimachosa sprzyjać temu, co w ciele jest zdrowe i dobre, a rzeczą złą sprzyjać temu, co złe i chorobliwe – Eryksimachos przeprowadza w tym miejscu analogię między tym co zdrowe i chorobliwe w ciele a oddawaniem się złemu i dobremu kochankowi w mowie Pauzaniasza (186b-c). W ciele ludzkim zamieszkują Erosy, które dążą do napełniania się i wypróżniania – zadanie lekarza polega na tym, by umiejętnie nimi operować, tzn. wprawiać Erosa tym, którzy go całkiem nie mają i wypędzać stamtąd, gdzie go nie potrzeba (186c-d). Sztuka lekarska ma się więc opierać na łączeniu przeciwieństw, łączeniu węzłem miłości (186d-e). Tymi samymi zasadami mają się rządzić zresztą także inne sztuki: gimnastyka i praca rolnika (186e). W poglądach tych Eryksimachos reprezentuje nieco już przestarzałą filozofię przyrody, w szczególności poglądy Empedoklesa o pierwiastkach i przekonania szkół lekarskich starożytności o naturze zdrowia i choroby.
Podobna harmonia ma istnieć według Eryksimachosa także w muzyce – przywołuje on tu poglądy Heraklita, że w jedności mimo wewnętrznego zróżnicowania panuje wewnętrzna zgodność, podobnie jak w łuku i w lutni (jedność w wielości) (187a). Uważa jednak, że Heraklit wyraża się niezręcznie. Według Eryksimachosa chce on powiedzieć nie to, że w samej harmonii występuje zróżnicowanie czy też że harmonia występuje w zestawieniu elementów niezgodnych, jako że twierdzenia takie byłyby wewnętrznie sprzeczne, a to, że harmonia dopiero powstaje ze sprzecznych elementów dzięki umiejętnej muzyce – harmonia to konsonans, a konsonans to pewna zgodność. A zgodność nie może powstać pośród elementów różnych, póki między nimi różnice jeszcze zachodzą (187a-b). Nie można zharmonizować niezgodnych składników, ale można wiązać je w zgodne grupy za pomocą umiejętności – co czynią w analogiczny sposób muzyka i medycyna, którym można przez to przypisać pierwiastek erotyczny (187b-d). Eryksimachos nawiązując do twierdzenia Pauzaniasza o istnieniu dwóch Erosów uważa jednak, że istnieje muzyka światowa, "wszeteczna", która może być szkodliwa (187d-e).
Dziełem obu Erosów jest także porządek meteorologiczny – kiedy nad porami roku panuje dobry Eros, łączy sprzeczne pierwiastki (np. ciepło i zimno, wilgoć i suszę) przynosząc urodzaj, natomiast zły Eros powoduje nieurodzaj i choroby roślin – powstają one ze współzawodnictwa między siłami astronomicznymi (por. naukę Anaksymandra o niesprawiedliwości (188a-b). Podobnie zagadnienia religijne i wróżbiarstwo jako wzajemna zgodność ludzi i bogów mają mieć źródło w dobrym Erosie, natomiast bezbożność ma wynikać z kierowania się Erosem złym (188b-c). Religia jest podobna do medycyny w tym, że "leczy" upodobanie do złego Erosa, wytwarzając przyjazny związek między bogami a ludźmi (188c-d). Swoją mowę Eryksimachos kończy pochwałą wszechmocy Erosa i podsumowuje, że bez niego nie moglibyśmy zaznać szczęścia i obcować z innymi ludźmi ani bogami (188d). Następnie zwraca się retorycznie do Arystofanesa, prosząc, by uzupełnił to, co on opuścił w swojej mowie lub w inny sposób chwalił Erosa (188e).

## Mowa Arystofanesa
Obecność Arystofanesa w Uczcie Platona jest zagadką, ponieważ z innych źródeł znany jest krytyczny stosunek do siebie komediopisarza i Sokratesa. Arystofanes ośmieszył filozofa w swojej komedii Chmury a także w innych sztukach. Również Sokrates w swojej Obronie wypomniał mu, że przedstawienie jego osoby w komedii doprowadziło do formalnego oskarżenia i później wyroku skazującego go na śmierć. W negatywnym świetle Arystofanes przedstawił też gospodarza uczty Agatona w innej komedii Thesmoforie.
Mowę Arystofanesa poprzedza drugie intermezzo w postaci żartobliwej wymiany zdań pomiędzy Eryksimachosem a Arystofanesem (189a-c). Arystofanes dziwi się, że harmonia ciała wymaga wiercenia w nosie i kichania, bo czkawka ustała mu dopiero wtedy, kiedy zmusił się do kichania. Upomniany przez Eryksimachosa przechodzi do tematu.
Arystofanes był wybitnym komediopisarzem greckim, stąd jego mowa ma w dużej mierze charakter komiczny, charakteryzuje się też wartkością, śmiałą metaforyką i konkretnym obrazowaniem. Jest zbliżona w stylu do dzieł historycznego Arystofanesa.

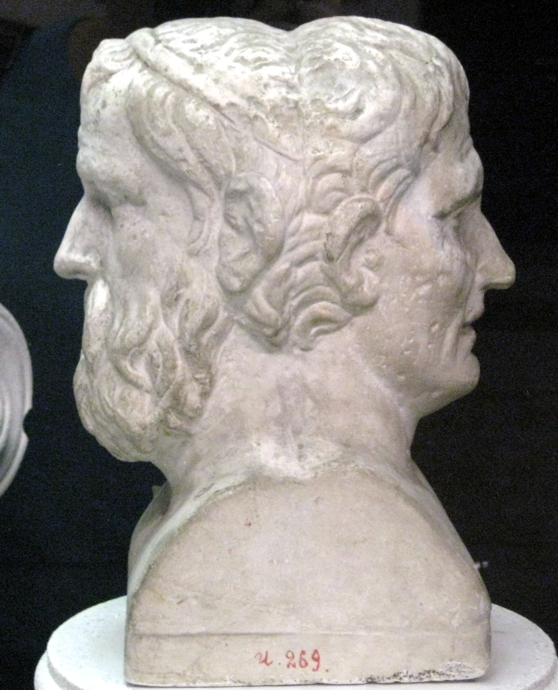
Popiersie przedstawiające złączonych Arystofanesa i innego greckiego komediopisarza Meandra. Czy tak mogli wyglądać ludzie złożeni z dwóch połówek w opowieści Arystofanesa?

Arystofanes zaczyna swoją mowę od długiej pochwały potęgi Erosa, parodiując przy tym patos mów poprzedników: Ja wam tedy spróbuję objawić potęgę jego – wy zaś innych nauczycielami będziecie! (189c-d). Następnie rozpoczyna bajeczną, groteskową parabolę o pierwotnym złożeniu człowieka z połówek, ich rozdzieleniu i powstaniu w ten sposób miłości jako przyciągania się tych połówek. Tej bardzo znanej przypowieści platońskiej nie należy utożsamiać z poglądami samego Platona, po części z powodu jej humorystycznego charakteru, po części z powodu dialogicznego charakteru myśli platońskiej, na której tle nie można interpretować Uczty jako dialektycznej jedności poglądów wszystkich biesiadników. Arystofanes opowiada, że natura ludzka była niegdyś inna niż obecnie: istniały trzy płcie, złożona z połówek męskich, złożona z połówek żeńskich i złożona z połówki męskiej i połówki żeńskiej (189e). Ciało każdego człowieka było walcowate, miało dookoła plecy i piersi, po cztery nogi, dwie twarze, czworo uszu itd., a poruszało się w dowolną stronę podobnie jak ludzie obecnie, często przy tym skacząc i koziołkując (189e-190a). Trzy płcie istniały po to, aby reprezentować słońce, ziemię i księżyc – męska reprezentowała słońce, żeńska ziemię, a obojnacza księżyc jako podobny jednocześnie do ziemi i słońca, kręciły się też w kółko na podobieństwo swoich rodziców (Arystofanes nawiązuje tu żartobliwie do greckich przekonań o doskonałości kuli – sfajrosu (190a-190b). Pierwotne istoty ludzkie były na tyle silne i "wolnomyślne", by przeciwstawiać się bogom, na czego poparcie Arystofanes przytacza homerycki mit o Efialtesie i Otosie (190b-c). Bogowie nie chcieli wytracić całego rodu ludzkiego w obawie o utratę kultu i ofiar, postanowili więc za radą Zeusa osłabić go, przecinając każdego człowieka na dwie połowy (190c-d). Występuje tu utrzymane w stylu typowym dla historycznego Arystofanesa groteskowe przedstawienie wad bogów, widoczne w późniejszej literaturze greckiej i rzymskiej np. u Lukiana i Seneki. Rozciętych ludzi Zeus nakazał uformować na nowo Apollinowi – świadectwem rozcięcia jest do dzisiaj pępek, ku któremu zwrócona jest twarz człowieka, by mając to miejsce przed oczyma, był grzeczniejszy niż przedtem (189e). Po rozcięciu połówki zaczęły tęsknić do siebie, splatać się w uścisku i masowo ginąć z głodu – by tego uniknąć, Zeus przeniósł ich genitalia do przodu, by mogły zaspokajać tęsknotę przez stosunek płciowy (191a-191d). Eros jest więc w naturze ludzkiej tym, co ulecza ją przez sprowadzanie do dawnej postaci (191d).

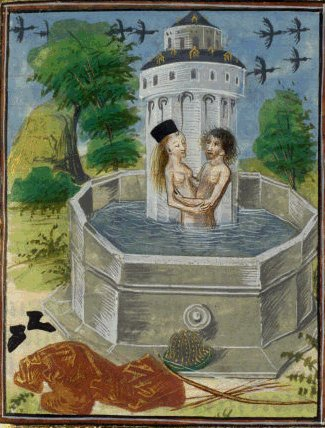
Hermafrodyta i nimfa Salmakis tworzący jedno ciało. XV-wieczna ilustracja do Metamorfoz Owidiusza

Każdy człowiek na świecie poszukuje odtąd swojej drugiej połówki – mężczyźni i kobiety powstali z dawnej płci obojnaczej poszukują płci przeciwnej, mężczyźni i kobiety powstali z dawnej płci męskiej i żeńskiej poszukują tej samej płci (191d-e). Najwybitniejsze jednostki to mężczyźni powstali z dawnej płci męskiej, kochający to, co do nich podobne, samowystarczalni i na tyle niezależni, by poświęcać się karierze politycznej (192a-b). Kiedy człowiek odnajdzie przypadkiem swoją dawną połówkę, zakochuje się w niej, nawet na krótki czas nie chcąc być od niej znów oddzielony (192b-c). Nie wynika to wyłącznie z pragnienia rozkoszy, ale z tego, że dusze obu kochanków pragną wspólnie czegoś, czego nie umieją ubrać w słowa, a co tylko wspólnie odgadują i przeczuwają (192c-d). Arystofanes mówi, że gdyby Hefajstos z narzędziami stanął nad łożem kochanków i spytał się ich, czego chcą od siebie, nie wiedzieliby, co powiedzieć, ale gdyby zaproponował im, że połączy ich swoją sztuką na zawsze, odpowiedzieliby, że nie chcą niczego innego (192d-e). Żartuje nawet, że zachodzi obawa, że w razie nieposłuszeństwa wobec bogów rozdzielą oni ludzi ponownie, na ćwierci (193a-b). Dlatego też każdy powinien być pobożny i posłuszny Erosowi, dzięki czemu będzie mógł odnaleźć swoją dawną połówkę (193b). W zakończeniu mowy Arystofanes zarzeka się, że nie miała ona charakteru aluzji do miłości Agatona i Pauzaniasza (193b-c). Wyraża nadzieję, że jeśli ludzie będą żyć dobrze i pobożnie, Eros przywróci ich do pierwotnego stanu szczęścia sprzed podziału, po czym oddaje głos innym (193c-e).

## Mowa Agatona
Po mowie Arystofanesa następuje dłuższa rozmowa uczestników uczty, stanowiąca kolejne, trzecie komiczne intermezzo (193e-194e). Arystofanes ponownie przekomarza się z Eryksimachosem, który wyraża przekonanie, że Sokrates i Agaton mieliby trudności w wygłoszeniu swoich pochwał Erosa po mowie tak dobrej, jak mowa Arystofanesa, gdyby nie to, że znakomicie rozumieją się na sprawach erotycznych (193e). Sokrates natomiast przekomarza się z Agatonem, wyrażając lęk, że po jego mowie nie będzie potrafił wygłosić własnej, na co Agaton odpowiada, że Sokrates chce go chyba zmieszać (194a). Sokrates przypomina łatwość, z jaką Agaton występował przed liczną publicznością, wychodząc na scenę z aktorami podczas niedawnego agonu, na co Agaton odpowiada, że zdaje sobie sprawę, że człowiek myślący powinien bardziej obawiać się kilku ludzi mądrych niż głupiego tłumu (194a-c). Sokrates dowcipnie przypomina, że uczestnicy uczty także byli wśród tego tłumu, więc zapewne Agaton nie uważa ich za ludzi mądrych; pyta Agatona, czy gdyby robił coś źle, wstydziłby się przed ludźmi mądrymi, a po jego twierdzącej odpowiedzi pyta, czy gdyby robił coś złego, nie wstydziłby się także przed tłumem (194c-d). We fragmencie tym zaznacza się już metoda sokratyczna, tj. metoda dochodzenia do prawdy za pomocą pytań. Rozpoczęty dialog przerywa jednak Fajdros, ratując gospodarza przed kłopotliwymi pytaniami Sokratesa i proponując powrót do tematyki Erosa (194d).
Agaton zaczyna od stwierdzenia, że jego poprzednicy chwalili nie boga Erosa, lecz dobrodziejstwa miłości, którymi bóg ten ich obdarza (oba słowa brzmią identycznie w języku greckim: Ἔρως). Aby chwalić boga, należy jednak najpierw powiedzieć, jaki jest on sam. Eros jest najszczęśliwszym bóstwem, ponieważ jest najpiękniejszy i najlepszy, a jest najpiękniejszy, ponieważ jest najmłodszy. Eros nienawidzi starości i przebywa z młodymi (195b). Agaton nie zgadza się tu z pierwszym mówcą, Fajdrosem, który dowodził, że Eros jest starszy od Kronosa i Japeta. Dawniej dziejami bogów rządziła Konieczność, co prowadziło do walk pomiędzy nimi, kastrowania i zakuwania w kajdany; od kiedy jest z nimi Eros, panuje wśród nich przyjaźń i pokój (195c). Eros jest też bóstwem delikatnym, dla którego opisu potrzeba by poety na miarę Homera. Eros nie stąpa po ziemi, mieszkania zakłada w sercach i duszach bogów i ludzi, i to tylko tych, którzy są wystarczająco subtelni. Jest też lotny, nieuchwytny, wkrada się w duszę człowieka niepostrzeżenie i tak z niej umyka. Ma harmonijne kształty, piękną cerę i lubi przebywać wśród kwiatów.
Eros nie znosi też gwałtu, nie czyni nikomu krzywdy ani jej od nikogo nie zaznaje. Każdy go chętnie słucha, co świadczy o jego sprawiedliwości (196c). Eros jest również niezrównany w umiarkowaniu, bo jako bóg miłości panuje nad wszystkimi żądzami i rozkoszami, i męstwie, bo potrafi rozpalić miłość pomiędzy samym Aresem, bogiem wojny, a Afrodytą (196d). Eros cechuje się wreszcie mądrością; jest tak mądry, że i innych czyni twórcami, np. w zakresie sztuki muzycznej (gdyby sam nie posiadał tych talentów, nie mógłby przekazać ich innym). Również umiejętności praktyczne zawdzięcza człowiek Erosowi – dzięki niemu łucznictwo, medycynę i wieszczbiarstwo wynalazł Apollo, u niego muzy uczyły się muzyki, Hefajstos – kowalstwa, Atena – tkactwa, Zeus – rządzić bogami i ludźmi (196e-187b).
Tragediopisarz Agaton kończy swoją mowę pełnym egzaltacji hymnem na cześć Erosa, wyliczając jego cechy i wywołując swoimi zdolnościami oratorskimi ogólny zachwyt i podziw zebranych.

## Mowa Sokratesa

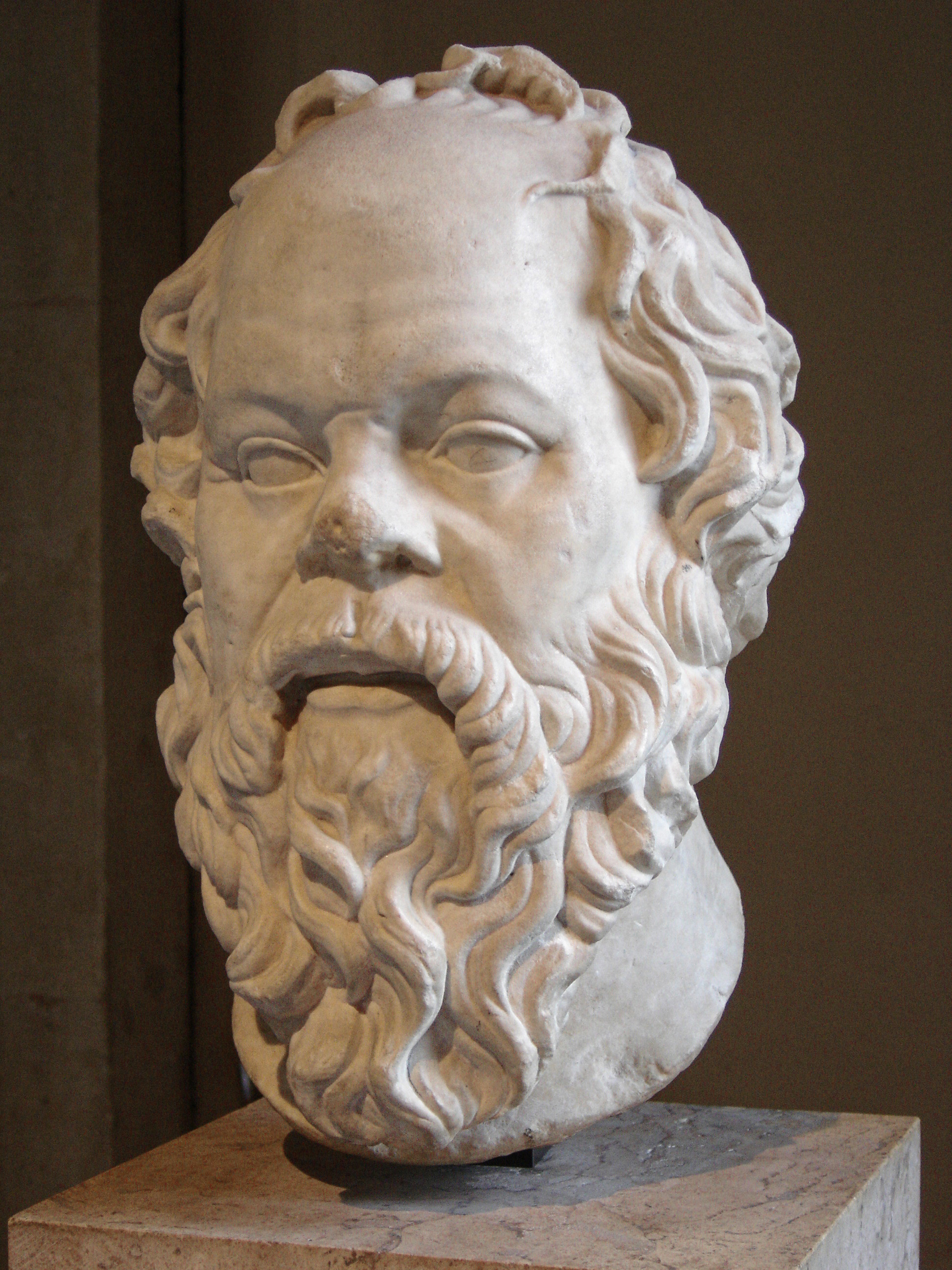
Sokrates

Pod maską zakłopotania Sokrates stwierdza, że po tak wspaniałej mowie Agatona nie wie, co powiedzieć i że najchętniej uciekłby z uczty, gdyby miał dokąd (198b). Potem jednak przechodzi do swoich rozważań o Erosie. Na początku zauważa, że wszyscy uczestnicy uczty jakby tylko umówili się odgrywać pochwały Erosa, zamiast chwalić go naprawdę. Sam nie potrafi wygłaszać takich pochwał, spróbuje jednak odkryć, jaka jest prawdziwa natura bóstwa.
W następującej po tym rozmowie z Agatonem (199c-201c) znajdujemy jedyny w dialogu przykład zastosowania metody elenktycznej przez Sokratesa, polegającej na takim kierowaniu rozmową, aby wykazać sprzeczność i absurdalność twierdzeń interlokutora. Zadając mu odpowiednie pytania, Sokrates skłania Agatona kolejno do przyznania, że:
1. Eros jest miłością czegoś.
2. Jeżeli jest miłością, to znaczy, że czegoś pragnie.
3. Jeżeli czegoś pragnie, to znaczy, że tego nie ma.
4. Agaton stwierdził w swojej mowie, że od kiedy Eros nastał wśród bogów, zapanowały wśród nich porządek i piękno; Eros jest więc miłością do piękna.
5. Jeśli Eros jest miłością do piękna, znaczy to, że brakuje mu piękna. Eros nie może być więc piękny.
6. To, co jest dobre, jest też i piękne. Jeśli więc Erosowi brakuje piękna, brakuje mu też dobra.

Agaton nie potrafi wyjaśnić tej sprzeczności.

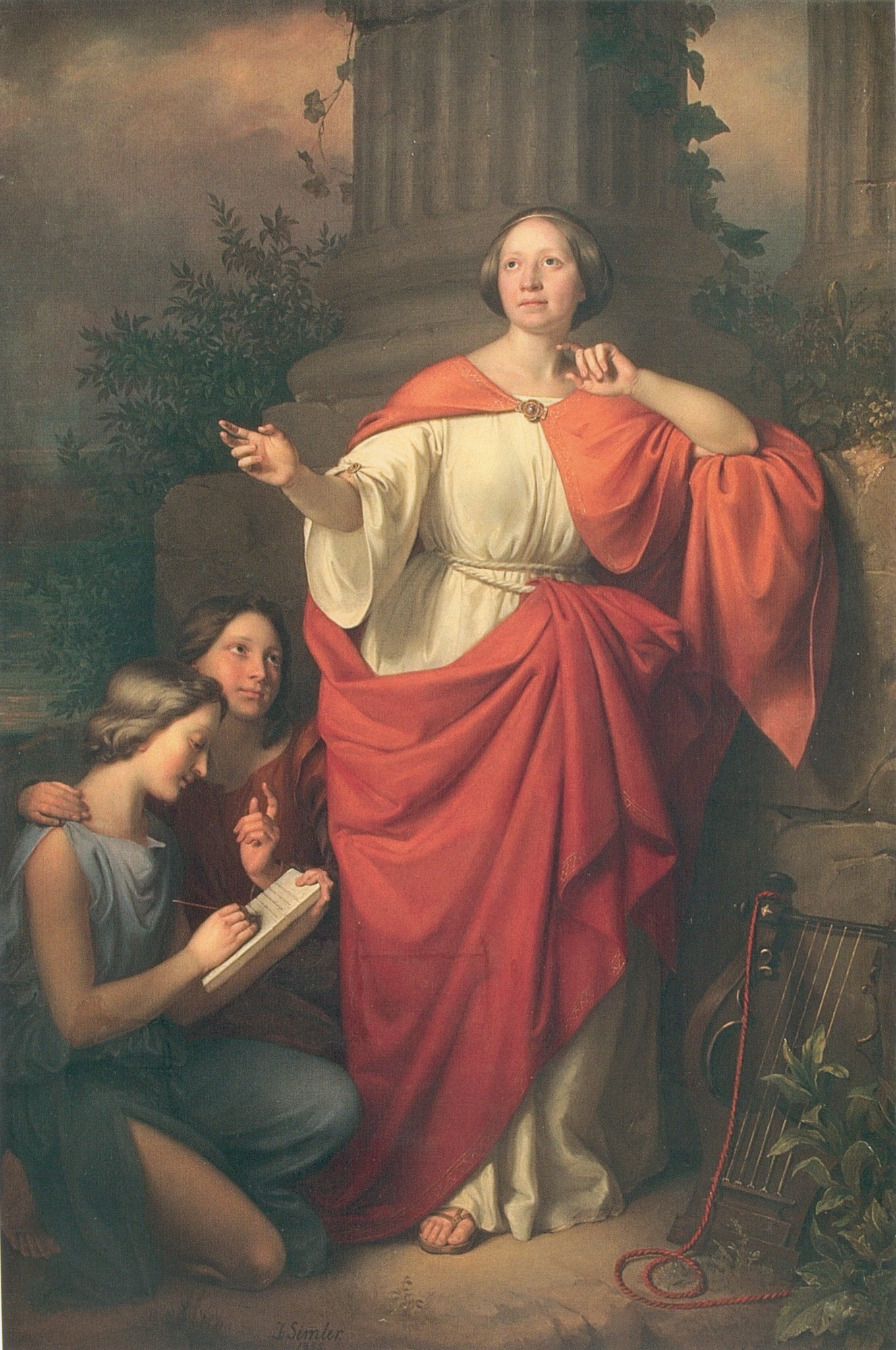
Pseudonim Deotyma w XIX w. przybrała polska pisarka Jadwiga Łuszczewska. Obraz Józefa Simmlera z 1855 r.

W dalszej części mowy Sokrates wyjaśnia zebranym, że kiedyś omawiał te kwestie z niejaką Diotymą z Mantinei, która doskonale się rozumiała na tych jak i na innych sprawach (dzięki niej Ateńczykom udało się również kiedyś odroczyć zarazę o dziesięć lat). Otóż Diotyma (prawdopodobnie wieszczka lub kapłanka) swoimi pytaniami doprowadziła go wtedy do takiego samego uwikłania się w sprzeczności, do którego Sokrates doprowadził teraz Agatona. Prowadząc go następnie ku prawdzie, Diotyma (która w dialogu reprezentuje poglądy i naukę samego Platona) najpierw wyjaśniła Sokratesowi, że fakt, że Eros nie jest piękny i dobry, nie oznacza, że musi być szpetny i zły (201e-202a). Dalej uświadomiła filozofowi, że ten wcale nie uważa Erosa za boga, ponieważ odmawia mu przymiotów dobra i piękna (202c). Z drugiej strony Eros też nie jest człowiekiem, lecz czymś pośrednim pomiędzy światem bogów i światem ludzi. Eros jest wielkim duchem, tłumaczem pomiędzy bogami a ludźmi, dzięki któremu możliwe są sztuka wieszczbiarska, ofiary kapłanów i rozmowy bogów z ludźmi, we śnie i na jawie (202e-203a).
Dalej Diotyma wyjaśniła Sokratesowi pochodzenie Erosa (203b-c): Po urodzeniu Afrodyty bogowie wyprawili ucztę, na której był też Dostatek. Kiedy ten upił się nektarem i zasnął w ogrodzie, przyszła też Bieda, która zapragnęła mieć z nim dziecko, położyła się więc obok Dostatku i poczęła Erosa, który stał się towarzyszem i sługą Afrodyty. Ponieważ Eros jest synem Dostatku i Biedy, po matce odziedziczył niezgrabny wygląd i bezdomność (Diotyma nie zgadza się tu więc z Agatonem), a po ojcu życiowy spryt i wieczną ruchliwość, jak też dążenie do tego, co piękne i dobre (203d-e). Erosa nie cechuje też ani mądrość, ani głupota, lecz dążenie do poznawania prawdy. Bogowie nie filozofują i nie pragną mądrości, bo już ją mają; głupi też nie filozofują, bo zadowalają się tym, co mają. Filozofią zajmują się natomiast ci, którzy są czymś pośrednim pomiędzy mądrymi i głupimi, między innymi Eros, który jest miłością tego, co piękne, a przecież mądrość to rzecz niezaprzeczenie piękna (204b). Diotyma wyjaśniła Sokratesowi, że prawdopodobnie brał za Erosa przedmiot miłości (który w istocie jest piękny i doskonały), a nie miłość samą (która taka nie jest) i stąd miał o Erosie błędne wyobrażenie (204c).
Następnie Sokrates chciał wiedzieć od Diotymy, jaki pożytek ludzie mają z Erosa. Diotyma kolejnymi pytaniami najpierw skłoniła Sokratesa do przyznania, że ci, którzy kochają piękno i dobro, czynią to, aby być szczęśliwymi po ich osiągnięciu. Chociaż jednak dążenie do posiadania dobra i szczęścia jest powszechne, tylko o niektórych mówimy, że kochają. Dlaczego tak się dzieje? Wynika to z tego, że należy odróżnić ogólną istotę miłości i różne jej przejawy; tak samo, jak rozróżniamy pomiędzy twórczością ogólnie a poszczególnymi sztukami (205c). Eros w najgłówniejszym znaczeniu jest to wszelkiego rodzaju dążenie do dobra i do szczęścia (205d), w ramach tych dążeń i pragnień myśli ludzi są jednak skierowane ku różnym rzeczom: pieniądzom, gimnastyce, filozofii i tylko czasami miłości w zwykłym rozumieniu tego słowa. Przedmiotem miłości jest jednak zawsze wieczne posiadanie dobra, a sposobem prowadzącym do tego celu jest zapładnianie tego, co piękne, zarówno co do ciała jak i co do duszy (206c), które to słowa można odnieść do biologicznego popędu seksualnego, ale też sfery duchowej życia. Miłość w istocie goni za płodzeniem, tworzeniem w pięknie(206e), bo w zapłodnieniu jest jakiś pierwiastek wiekuisty, nieśmiertelny, o ile to być może w istotach śmiertelnych (206e), tak więc musi człowiek i nieśmiertelności pragnąć, jeżeli przedmiotem miłości jest wieczne posiadanie dobra (207a).

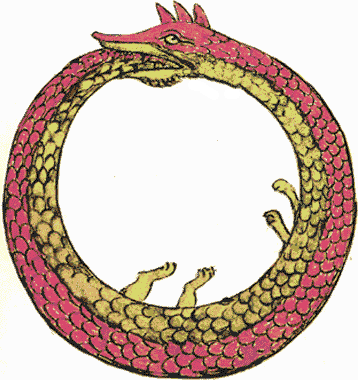
Wąż Uroboros – staroegipski i grecki symbol jedności wszechrzeczy, nieskończoności i nieśmiertelności

Kontynuując, Diotyma wyjaśniła Sokratesowi przyczynę popędu miłości i wyjaśnia bliżej związek pomiędzy miłością i nieśmiertelnością. Dlaczego zwierzęta na wiosnę ogarnia miłosny szał, dlaczego są gotowe walczyć w obronie swoich małych na śmierć i życie? (207ab). Jest tak, bo natura śmiertelna szuka sobie wiekuistego bytu i nieśmiertelności (207c), a uczynić to może tylko przez spłodzenie potomstwa. Płodzenia tego znowu nie można jednak rozpatrywać dosłownie w kategoriach biologicznych. Dochodzi do niego też w sferze duchowej człowieka, ciągle powstają nowe obyczaje, uczucia, przekonania, żądze, rozkosze, smutki, obawy (207e), a inne giną. Nawet poszczególne wiadomości ulegają zapomnieniu, jeśli ich nie powtarzamy; wydaje nam się, że nasza wiedza jest zawsze jedna i ta sama, w rzeczywistości cały czas zaszczepiamy nowe na miejsce starego (208a). W ten sposób nieśmiertelność zyskują śmiertelne ciała i inne wszystkie rzeczy (208b) i dlatego też, przez wzgląd na nieśmiertelność, taką troską i miłością otaczamy nasze dzieci. Jednak podczas gdy jedni z dążenia do nieśmiertelności zwracają się ku kobietom, drudzy wolą zapładniać dusze, a ich dusze też są pełne nasienia, które powinno trafiać w dusze innych ludzi i zradzać tam rozum i inne dzielności (209a). Są to twórcy i wynalazcy nowych rzeczy, najcenniejsi są jednak tacy, którzy mają w sobie nasienie panowania nad sobą i sprawiedliwości i którzy po osiągnięciu dojrzałości zapładniają nim innych. Ich płody są lepsze niż ludzkie dzieci, są właśnie nieśmiertelne, jak dzieła Homera i Hezjoda czy prawa Solona (209de).
Na koniec Diotyma wyraziła wątpliwość, czy Sokrates będzie mógł przeniknąć najświętsze tajemnice Erosa. Mówiąc o nich, zaczęła od opisu właściwego rozwoju miłości, który powinien przebiegać następująco (210a-d): Za młodu człowiek kocha jedno piękne ciało i myśli o nim. Potem dostrzega podobieństwa piękna tego ciała i innych ciał i zdaje sobie sprawę, że we wszystkich tych ciałach tkwi wspólna istota – to samo piękno. Zaczyna więc kochać wszystkie piękne ciała, miłość do pierwszego obiektu uczucia przygasa w nim. Później zaczyna bardziej cenić piękno duszy niż ciała, czego skutkiem jest pragnienie rozwinięcia duchowego młodego człowieka, który jest obiektem jego miłości. Potem widzi piękno w czynach i prawach i zaczyna lekceważyć piękno ciała, w końcu dostrzega piękno nauki.
Wreszcie na końcu tej drogi (Platon w najbardziej dobitny sposób wkłada tu w usta Diotymy swoją własną naukę o ideach i duchach nadziemskich) człowiekowi odsłania się piękno samo w sobie, ono samo w swojej istocie (210e), piękno wieczne, które nie powstaje i nie ginie i nie rozwija się, ani nie więdnie […] a wszystkie inne przedmioty piękne uczestniczą w nim jakoś w ten sposób, że podczas gdy same powstają i giną, ono ani się pełniejszym nie staje, ani uboższym, ani żadna w ogóle zmiana go nie dotyka (211a-b). Na tym szczeblu dopiero życie jest coś warte: wtedy, gdy człowiek piękno samo w sobie ogląda. (211d). W kulminacji i na zakończenie mowy pochwalnej na cześć tej jedynie rzeczywistej idei piękna Diotyma kieruje do Sokratesa pełne patosu słowa: Czy nie uważasz, że [człowiek] dopiero wtedy, gdy ogląda piękno samo i ma je czym oglądać, potrafi tworzyć nie tylko pozory dzielności, bo on nie z pozorami obcuje, ale dzielność rzeczywistą, bo on dotyka tego, co naprawdę jest rzeczywiste. A skoro płodzi dzielność rzeczywistą i rozwija, kochankiem bogów się staje, i jeśli komu wolno marzyć o nieśmiertelności, to jemu wolno. (212a)

## Mowa Alkibiadesa

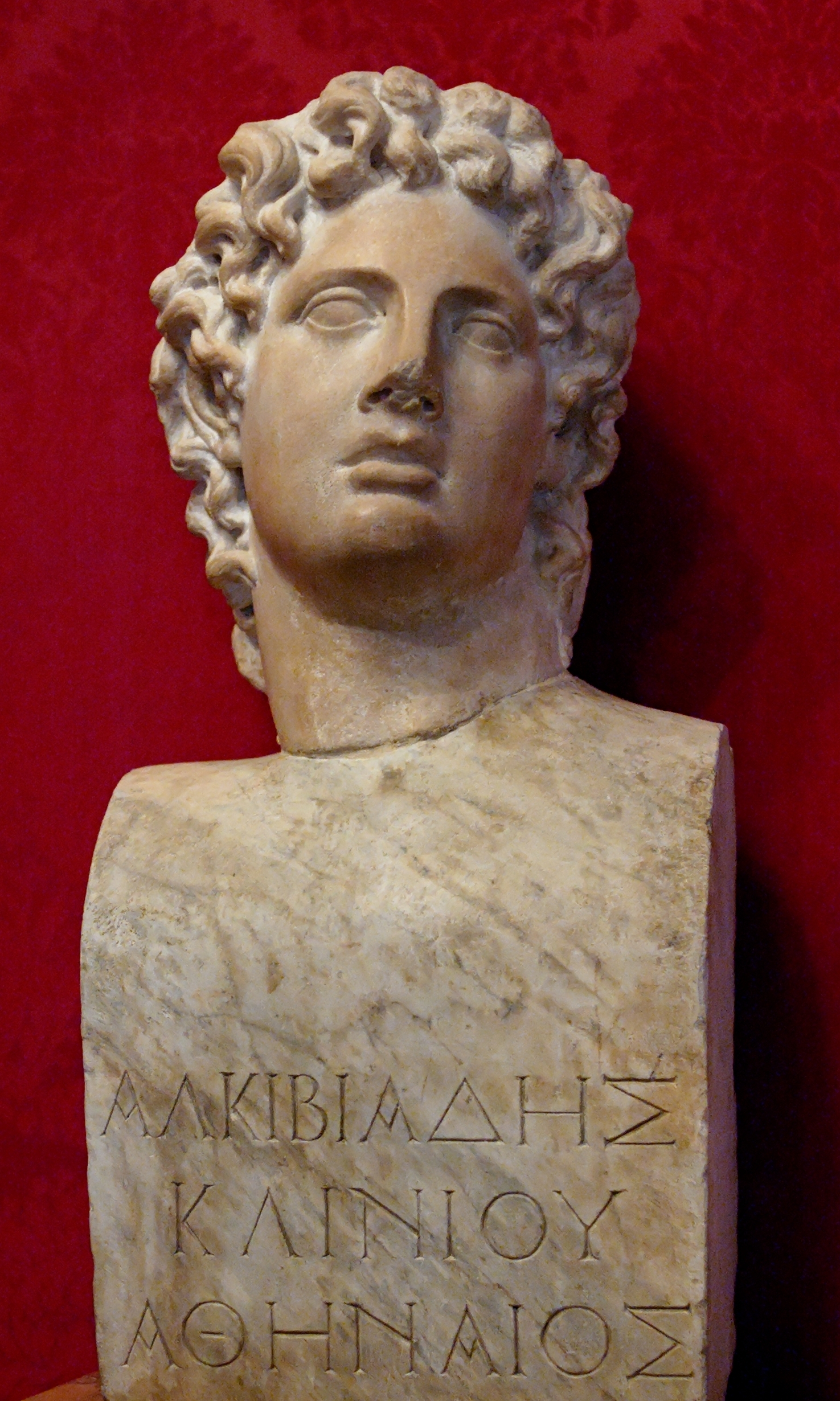
Alkibiades

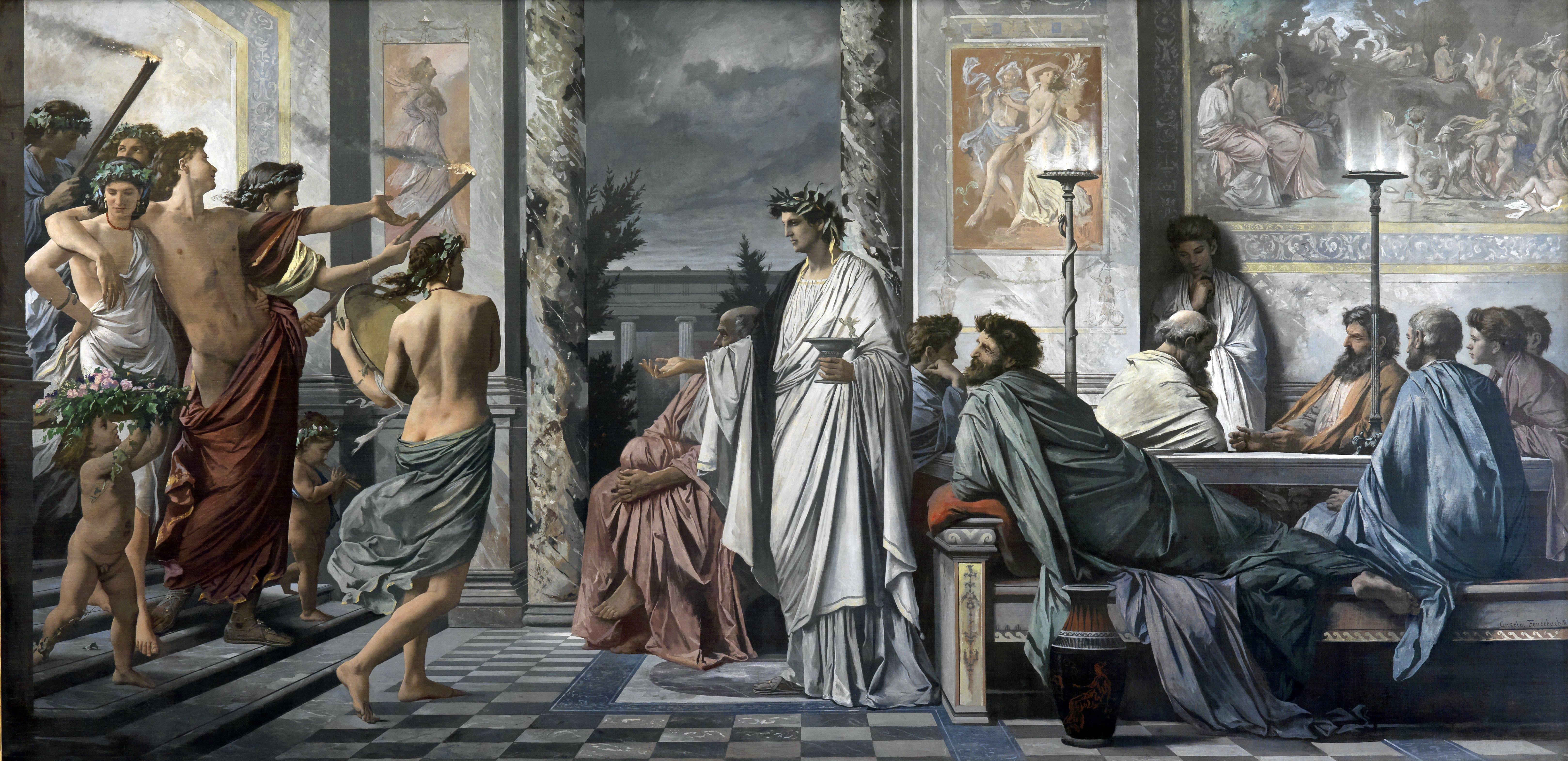
Wejście pijanego Alkibidesa do domu Agatona. Obraz Anselma Feuerbacha z 1869 r.

Po mowie Sokratesa następuje czwarte intermezzo – ktoś z hałasem zaczyna się dobijać do drzwi, wreszcie do pomieszczenia, w którym przebywają biesiadnicy, wchodzi w towarzystwie flecistki i kilku innych osób pijany Alkibiades w wieńcu z bluszczu i fiołków i wstążkami na głowie. Jak Agaton i Arystofanes, Alkibiades jest postacią historyczną. Był uczniem Sokratesa, wybitnym wodzem i politykiem, ale też postacią bardzo kontrowersyjną, oskarżanym przez Ateńczyków o rozwiązłość, świętokradztwo, później nawet o zdradę. Alkibiades usprawiedliwia się, że poprzedniego dnia nie mógł przyjść na ucztę, teraz jednak prosi o wpuszczenie go, a przede wszystkim pragnie ustroić wstążkami głowę Agatona – najmądrzejszego i najpiękniejszego człowieka (212d-e). Agaton i pozostali zapraszają go, aby wszedł, Alkibiades siada obok Agatona, ściska i wieńczy go i dopiero po chwili zauważa, że na sofie obok niego leży również Sokrates. Zaskoczony zarzuca filozofowi, że znowu pojawia się tam, gdzie się go nie spodziewał, i że specjalnie tak sobie wyrachował, żeby dostać miejsce obok najpiękniejszego w całym towarzystwie (czyli Agatona) (213b-c). Sokrates prosi Agatona o ochronę przed zazdrością Alkibiadesa i rozdzielenie go od niego, skarżąc się, że od kiedy zakochał się w Alkibiadesie, nie może już ani spojrzeć, ani porozmawiać z nikim ładnym, nie narażając się na gniew Alkibiadesa. Alkibiades nie zgadza się, aby go rozdzielono z filozofem i wstążkami wieńczy też głowę Sokratesa (213e).
Po ułożeniu się na sofie z Agatonem i Sokratesem Alkibiades wyraża zdziwienie faktem, że wszyscy są trzeźwi, i każe przynieść wazę z winem, którą wypija, potem każe też nalać Sokratesowi. Eryksimachos wyjaśnia, że zebrani ustalili, że każdy z obecnych ma wygłosić pochwałę Erosa, że właśnie skończyli swoje mowy i że teraz czas, aby wypowiedział się też Alkibiades (214). Alkibiades, będąc pijanym, nie chce jednak stawać w szranki z trzeźwymi, poza tym sugeruje, że naraziłby się Sokratesowi, gdyby chwalił kogokolwiek innego, nawet boga, niż Sokratesa (214c-d). Chociaż Sokrates w tym miejscu protestuje, Alkibiades nadal odmawia chwalenia kogokolwiek innego, wreszcie zebrani uzgadniają, że Alkibiades ma chwalić Sokratesa.

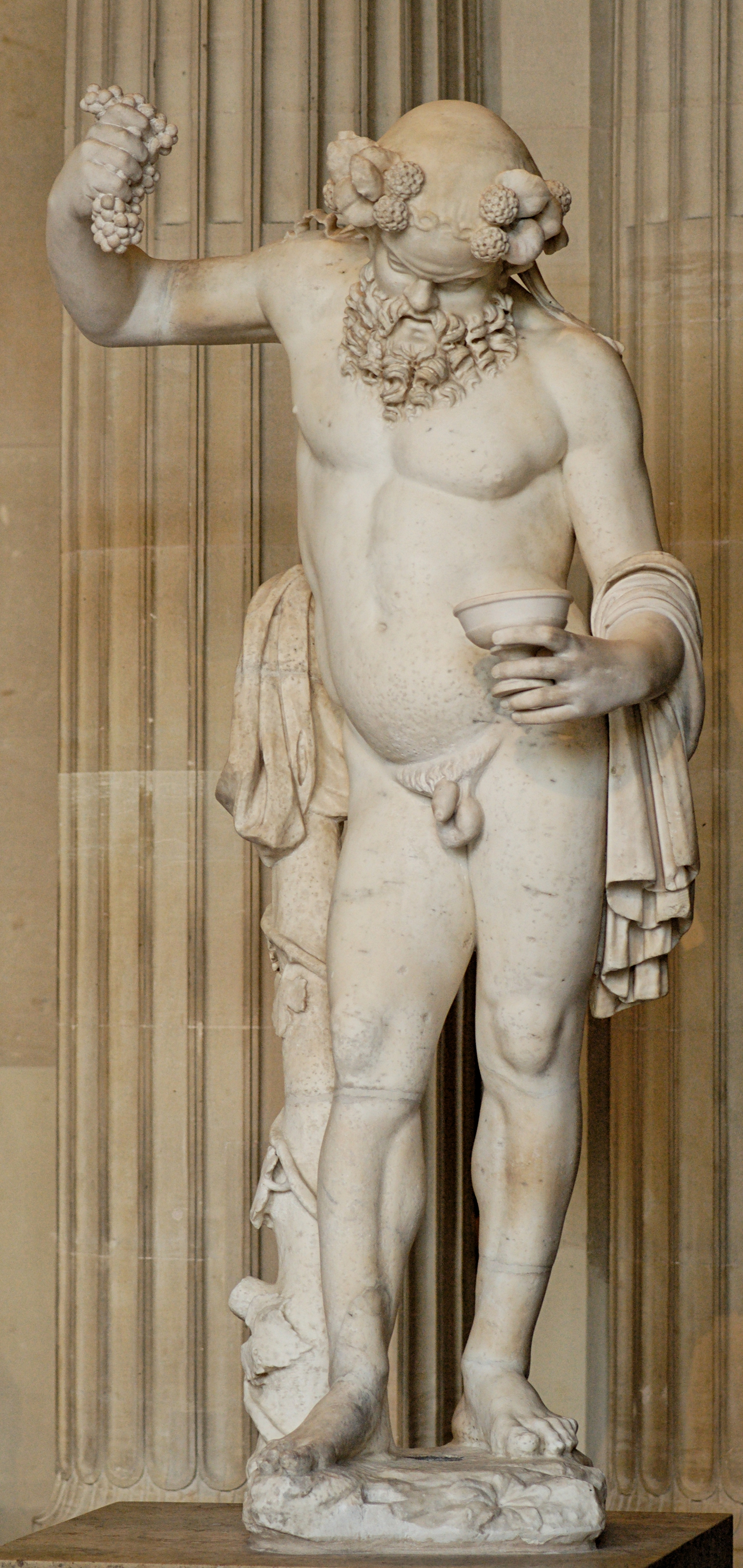
Sylen

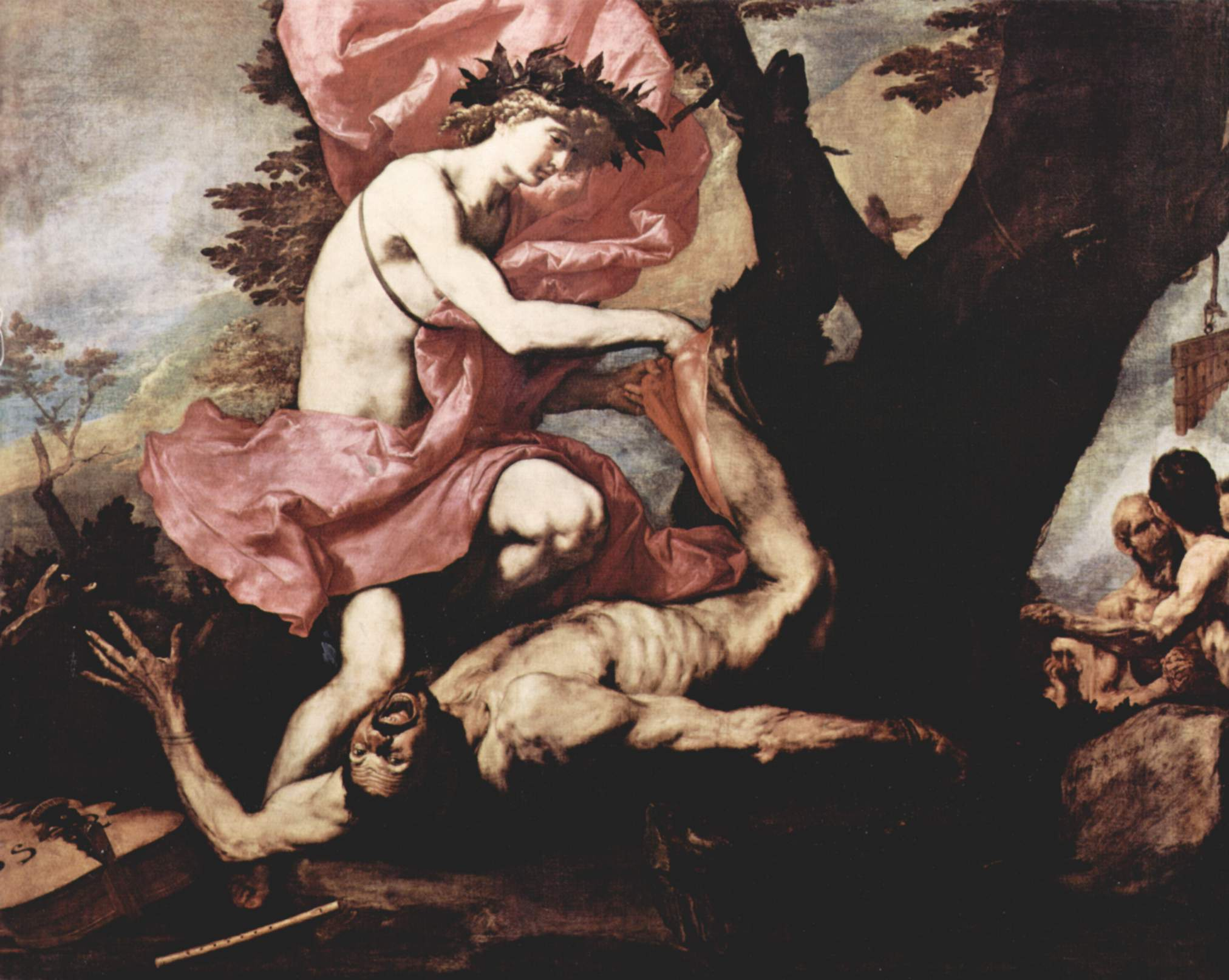
Marsjasz i Apollo

Na początku Alkibiades porównuje Sokratesa do statui Sylena w kapliczce, o brzydkiej powierzchowności, ale kiedy się ją otworzy, widać w środku posążki bogów (215a-b). Potem porównuje go do satyra Marsjasza, do którego Sokrates ma być podobny nie tylko z twarzy, ale i z charakteru. Jak i Marsjasz, Sokrates to "szelma", nawet większy od Marsjasza, ponieważ podczas gdy ten oczarowywał i wprawiał w zachwyt słuchaczy grą na flecie, Sokratesowi do osiągnięcia takiego samego efektu wystarczą słowa (215b-c). Słowa Sokratesa wszystkich wprawiają w zachwyt, nawet wtedy, kiedy słyszymy je tylko z ust innych. Ani Perykles, ani żaden inny świetny mówca nigdy nie zrobił na Alkibiadesie takiego wrażenia jak Sokrates. Sokrates jest też jedynym człowiekiem, który potrafi wzbudzić w Alkibiadesie uczucie wstydu, wstydu, że nie słucha jego rad, lecz idzie na lep uznania i oklasków hołoty (216b).
Następnie w swojej mowie Alkibiades stwierdza jednak, że nikt z obecnych naprawdę nie zna prawdziwej natury Sokratesa (Alkibiades powtarza tu porównanie do sylena w kapliczce). Wszyscy widzą, jak to Sokrates za pięknościami ugania (216d), w rzeczywistości jednak filozof jest wzorem panowania nad sobą. Sokrates naprawdę pogardza i pięknościami i majątkiem; Alkibiades już raz zajrzał do jego wnętrza i mógł przekonać się, jakie prawdziwe skarby kryły się w nim (216e).

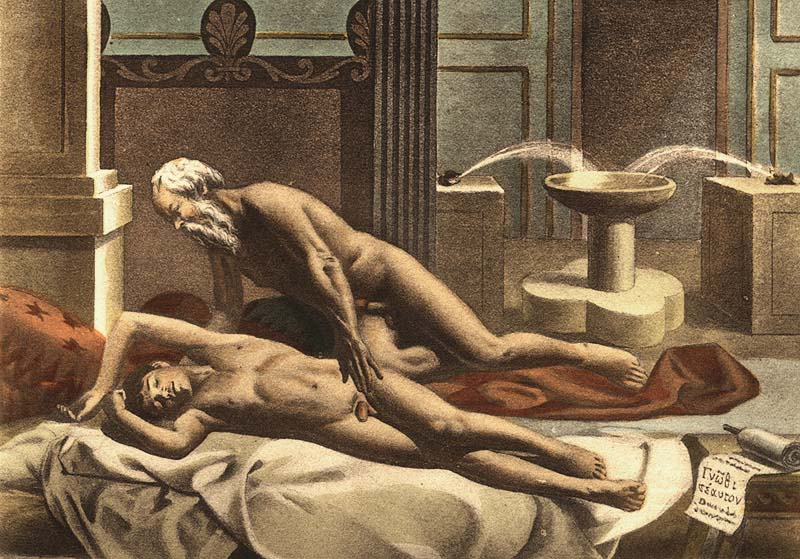
Sokrates i Alkibiades. Obraz Édouarda Henriego Avrila z ok. 1860 r. Na zwoju w prawym dolnym rogu widnieje napis Gnothi seauton (Poznaj samego siebie)

Alkibiades dalej opowiada, jak w swojej zarozumiałości i przekonany o swojej urodzie pragnął uwieść Sokratesa (miał przy tym nadzieję, że Sokrates przekaże mu całą swoją wiedzę). W tym celu doprowadzał do sytuacji, kiedy byli sam na sam, odbywał wspólnie z nim ćwiczenia gimnastyczne, wreszcie zaprosił na wieczerzę do swojego domu i zatrzymał na nocleg. Kiedy zostali sami i pogasły światła, wyznał mu wreszcie swoją miłość i pragnienie, aby Sokrates został jego "miłośnikiem", ponieważ filozof jest jedynym tego godnym człowiekiem, a także ponieważ na niczym innym tak mu nie zależy, jak na tym, aby on (Alkibiades) stał się najdzielniejszym człowiekiem (218c-d). Sokrates odrzekł mu, że jeśli to prawda, że ma taką moc, że może uczynić Alkibiadesa lepszym, oznacza to, że Alkibiades odkrył w nim niewidzialną prawdziwą piękność, lepszą od powabów własnego ciała, "transakcja" taka byłaby więc nieuczciwa – oznaczałaby kupno istoty piękna (w postaci przymiotów Sokratesa) w zamian za jego pozory (ciało Alkibiadesa). Poza tym Alkibiades może się mylić – może Sokrates nic nie jest wart (218e). Na to Alkibiades, rezygnując z nalegań, poprosił już tylko, aby Sokrates, zastanowił się tylko, co będzie najlepsze dla każdego z nich. Kiedy filozof przytaknął mu, że rzeczywiście należy tak zrobić, Alkibiades, błędnie mniemając, że jego zaloty odniosły skutek, wsunął się pod jego płaszcz i objął go (219b). Usiłowania te zakończyły się jednak poniżeniem Alkibiadesa – Sokrates znowu okazał opanowanie i nie odwzajemnił uścisku; rano Alkibiades wstał, jak gdyby był przy ojcu leżał albo starszym bracie (219d).
W dalszej części mowy Alkibiades opisuje męstwo Sokratesa podczas wojny pod Potidają, kiedy to Sokrates jak nikt inny potrafił znosić głód i mrozy. Raz podczas bitwy ocalił nawet życie Alkibiadesowi i nie chciał przyjąć za to nagrody (219e-220), a kiedy armia wycofywała się spod Delion, nie uciekał w panice, lecz do końca zachował zimną krew i opanowanie (221a-b) (Alkibiades opowiada tu o II wojnie peloponeskiej pomiędzy Atenami i Spartą).
Kończąc swoją mowę pochwalną na cześć Sokratesa, Alkibiades stwierdza, że u niego to jest najdziwniejsze, że on nie jest podobny do nikogo z ludzi, ani dawnych, ani dzisiejszych (221c). Sokratesa można przyrównać tylko do sylenów i satyrów; jego słowa wydają się na pierwszy rzut oka śmieszne, jak w statuetkach sylenów kryje się w nich jednak głęboki sens i skarby dzielności (221d-222a). W ostatnich słowach Alkibiades aczkolwiek ostrzega, że Sokrates już wobec wielu udawał "miłośnika", w końcu jednak zawsze doprowadzał do tego, że to inni się w nim zakochiwali, czyli sam zostawał "oblubieńcem" (te słowa ostrzeżenia Alkibiades kieruje przede wszystkim do Agatona) (222b).

## Zakończenie dialogu
Mowa Alkibiadesa wzbudza ogólną wesołość i uczestnicy uczty zaczynają się wzajemnie przekomarzać. Sokrates zauważa, że dopiero na końcu mowy okazało się, o co naprawdę szło Alkibiadesowi – aby poróżnić jego i Agatona (222c-d) – i znowu zarzuca Alkibiadesowi zazdrość i zaborczość w uczuciach. Mówi, że Alkibiadesowi wydaje się, że Sokratesowi nie wolno nikogo innego kochać, tylko jego (Alkibiadesa); a Agatona nie wolno nikomu innemu kochać, tylko jemu (Alkibiadesowi) (222d). Prawdziwym sylenem i satyrem jest więc Alkibiades. Agaton z kolei zarzuca Alkibiadesowi, że specjalnie ułożył się pomiędzy nim a Sokratesem, aby ich rozdzielić, i chce przenieść się na prawą stronę obok Sokratesa. Na utratę towarzystwa Agatona Alkibiades reaguje utyskiwaniem: To tak zawsze! Jeśli Sokrates jest, z nikim się nigdy przystojnym człowiekiem nie podzieli. (223a).
W tym momencie dochodzi jednak do nagłego zakończenia uczty. Przez otwarte drzwi, które ktoś zapomniał zamknąć, wpada gromada pijaków, którzy zaczynają pić bez żadnego porządku, pod przymusem i nad miarę (223b). Dlatego część gości idzie do domu, Arystodemos (który cały czas był ukrytym narratorem Uczty Platona) zapada w sen, a kiedy budzi się, widzi, że czuwają i piją wino jeszcze tylko Agaton, Arystofanes i Sokrates. Sokrates jako jedyny z nich zachowuje jasność umysłu i dowodzi rozmówcom, że dobry dramatopisarz powinien umieć napisać zarówno komedię jak i tragedię (223d). W końcu Arystofanes i Agaton zasypiają, a Sokrates opuszcza scenę uczty, idzie do Lykeionu, bierze tam kąpiel, spędza cały dzień tak, jak to zawsze robił, a wieczorem idzie do domu odpocząć (223d).

## ZnaczenieUczty
Uczta Platona jest jednym z najważniejszych tekstów filozofii starożytnej, jej wartość można też jednak rozpatrywać w innych kategoriach – dzieła literackiego, źródła informacji biograficznych jak też o kulturze i obyczajach starożytnej Grecji.

### Ucztajako utwór literacki
Nawet na tle innych dialogów Platona, w których filozof zawsze dbał o piękno języka i literacką, narracyjną, formę dla przekazania swoich myśli, Uczta wyróżnia się wartościami literackimi. W Państwie i Fedonie (innych dialogach ze średniego okresu jego twórczości) Platon koncentrował się na przedstawieniu swojej filozofii (nauki o ideach), rozmowy pomiędzy bohaterami ograniczając do kwestii mających związek z argumentacją filozoficzną. W Uczcie postaci są przedstawione w sposób żywy i krwisty, często ogarnięte są namiętnościami, nie tylko o charakterze erotycznym. Narrację dodatkowo uatrakcyjniają intermezza o charakterze komicznym, pozwalające też na wgląd w cechy charakteru i zachowania postaci.
Kunsztem literackim wyróżnia się też skomplikowana konstrukcja utworu, przybierająca postać wielokrotnej ramy. W Uczcie Apollodor powtarza przyjacielowi, co opowiedział już wcześniej Glaukonowi, czego dowiedział się od Arystodemosa, który opowiedział, o czym mówili uczestnicy uczty (dodatkowo Sokrates powtarza, co mu powiedziała Diotyma). Ta konstrukcja ramowa może być zinterpretowana jako dążenie do nadania relacji cech autentyczności i odzwierciedlenie tradycji ustnych opowiadań w starożytnej Grecji. W świecie, w którym umiejętność czytania nie była powszechna i w którym tradycje ustnego przekazywania następnym pokoleniom eposów Homera były wciąż żywe, takie powtarzanie relacji prawdopodobnie nie było czymś niezwykłym. Z drugiej strony konstrukcję ramową można zinterpretować jako ilustrację konieczności stopniowego dochodzenia do prawdy, prawdy, która w pełni objawi się z ust Diotymy.

### Ucztajako źródło historyczne
Większość postaci występujących w Uczcie jest autentyczna – należy do nich gospodarz Agaton, Pauzaniasz, Arystofanes, Alkibiades i Sokrates, zapewne też Fajdros i Eryksimachos. Uczta ukazuje ich cechy charakteru, poglądy, co jest szczególnie cenne w przypadku Sokratesa, który nie pozostawił po sobie żadnych pism i którego filozofię znamy tylko dzięki relacjom współczesnych – pismom Ksenofonta, dialogom Platona, oraz późniejszym przekazom (np. Diogenesa Laertiosa). Z drugiej należy pamiętać, że tylko we wczesnych dialogach Platona (np. Obronie Sokratesa) sylwetka i poglądy Sokratesa są przedstawione stosunkowo wiarygodnie. W późniejszym okresie autor często wkładał w usta Sokratesa swoje własne poglądy, jak właśnie naukę o ideach w Uczcie.
Dialog jest też cennym źródłem do poznania życia towarzyskiego i obyczajowego w starożytnej Grecji, w szczególności aspektu homoseksualizmu i pederastii. Zgodnie z ówczesnymi zwyczajami wszyscy uczestnicy uczty są mężczyznami, którzy piją wino i rozmawiają, leżąc w parach na sofach. W dialogu znajduje odzwierciedlenie stosunek homoseksualny łączący Fajdrosa i Pauzaniasza, Pauzaniasza i Agatona. W ostatnim intermezzo jesteśmy świadkami (nie do końca wiadomo, czy żartobliwie odgrywanych, czy branych poważnie) scen zazdrości w specyficznym trójkącie miłosnym, który jakoby łączy Agatona, Alkibiadesa i Sokratesa; w swojej mowie Alkibiades jawnie mówi o swojej próbie uwiedzenia Sokratesa. Z drugiej strony należy pamiętać, że stosunek Greków do homoseksualizmu był całkiem inny niż w czasach nam bliższych czy nawet obecnie. Wielu Greków było właściwie biseksualistami, którzy zakładali rodziny, płodzili dzieci, ale jednocześnie utrzymywali też stosunki seksualne z mężczyznami. Specyficzną formą homoseksualizmu była pederastia, w której dojrzali mężczyźni utrzymywali stosunki z dojrzewającymi młodzieńcami. Twierdzono też, że związki takie miały na celu nie tylko zaspokajanie popędu płciowego, lecz również wszechstronny rozwój duchowy i intelektualny dzięki przebywaniu z sobą mistrza i ucznia.

### Ucztajako dzieło filozoficzne
Interpretując Ucztę, należy zadać sobie pytanie, co jest właściwie przedmiotem dialogu. Biesiadnicy uzgadniają, że każdy z nich wygłosi mowę pochwalną na cześć Erosa, boga miłości, który w starożytnej Grecji był utożsamiany z miłością romantyczną, zmysłową. Wszyscy uczestnicy uczty mówią też jednak o innych postaciach miłości, do których pasowałyby inne greckie określenia – agape – miłości bezinteresownej, opartej na altruizmie i duchowej więzi (obecnie kojarzonej przede wszystkim z chrześcijaństwem) – oraz philii – miłości przyjacielskiej. W istocie w Uczcie Platon daje przegląd różnych zapatrywań na kwestię miłości: od romantycznej miłości erotycznej ujętej literacko (Fajdros) i z punktu widzenia prawnego (Pauzaniasz), przez miłość z perspektywy medycyny i nauk przyrodniczych (Eryksimachos) do miłości, jaka mogłaby być przedmiotem komedii (Arystofanes) i tragedii (Agaton). Na końcu, ustami Diotymy, odrzuca wszystkie te podejścia i opowiada się za miłością jako aseksualnym dążeniem do mądrości i piękna. Miłość powinna być poszukiwaniem prawdy. Przedstawienie rozumienia miłości przez pozostałych uczestników biesiady, które na końcu zostaje odrzucone przez Platona, pełni określoną funkcję kompozycyjną w utworze. Jest ilustracją twierdzenia Diotymy o konieczności powolnego dochodzenia do prawdy o istocie rzeczy. Na końcu do takiego poznania prawdy o miłości dzięki Diotymie dochodzi też Sokrates. Sokrates miłujący prawdę i piękno, chociaż sam nie jest ani mądry (o czym mówił w swojej Obronie – wiem, że nic nie wiem), ani piękny (przez Alkibiadesa został porównany do Satyra), dążąc do poznania prawdy staje się największym kochankiem; a próbując przekazać swoją wiedzę innym – zgodnie z definicją Diotymy, która Erosa określiła jako wielkiego Ducha, tłumacza między bogami i ludźmi – może też sam być uznany za uosobienie miłości.
To dążenie Sokratesa do poznania prawdy ma jednak w dialogu znaczenie o wiele ogólniejsze niż rozważania na temat istoty miłości. W przekazanych przez Sokratesa słowach Diotymy Platon zawarł własną naukę o ideach, a właściwie jej cenne okruchy, pozwalające na rekonstrukcję całości (w żadnym dziele Platona nie ma systematycznego wykładu o ideach, chociaż pojęcie to głęboko przenika treść dialogów ze średniego okresu filozofa, oprócz Uczty przede wszystkim Państwo). Według Platona postrzeganie zmysłowe nie może prowadzić do wiedzy, ponieważ zmysły nas zwodzą, a konkretne przedmioty poznania zmysłowego ulegają ciągłym zmianom. O przedmiotach takich nie jest możliwa wiedza, możemy o nich mieć tylko opinię (dóxa). Przedmiotem prawdziwego poznania powinny być idee. Idee te mają następujące cechy:
1. Idee są rzeczywistymi archetypami, prawzorami, konkretnych rzeczy, rzeczy, które są tylko ich niedoskonałym odbiciem. I tak w Uczcie Diotyma mówi o różnych postaciach miłości, które są odbiciem idei miłości.
2. Idei nie należy rozumieć jako wytworu naszego umysłu. Istnieją one obiektywnie, niezależnie od nas i niezależnie od konkretnych rzeczy, które są tylko ich odbiciem. Idea miłości istnieje więc niezależnie od różnych postaci miłości.
3. Idee są wieczne i niezmienne.
4. Idee decydują o cechach konkretnych rzeczy. Idea piękna sprawia, że przedmioty będące jej odbiciem również są piękne.
5. Idei nie można poznać przez postrzeganie zmysłowe, lecz wyłącznie drogą rozumową.

Chociaż świat idei i świat materialny są od siebie odseparowane, nie znaczy to, że prawdziwe poznanie nie jest możliwe. Aby poznać świat idei, należy jednak odrzucić tradycyjne postrzeganie zmysłowe i dążyć do jego ogarnięcia rozumem i intuicją.
W poniższej tabeli przedstawiono podział wszelkiego bytu w ujęciu platońskim według kryterium epistemologicznego (możliwości poznania):
| Świat idei                   | Świat idei                    | Świat dostrzegalny      | Świat dostrzegalny                |
| Wiedza (épistèmé)            | Wiedza (épistèmé)             | Opinia (dóxa)           | Opinia (dóxa)                     |
| Idee                         | Pojęcia matematyczne          | Przedmioty dostrzegalne | Cienie przedmiotów dostrzegalnych |
| Poznanie rozumowe intuicyjne | Poznanie rozumowe dyskursywne | Wierzenia               | Wyobrażenia                       |
| ---------------------------- | ----------------------------- | ----------------------- | --------------------------------- |

Jak widać z tabeli, prawdziwe poznanie (wiedza) jest możliwe tylko w odniesieniu do idei i pojęć matematycznych. Na temat przedmiotów dostrzegalnych możemy mieć tylko opinie, złudne wierzenia i wyobrażenia.
Do takiego poznania prawdziwego bytu – świata idei – wzywa Diotyma Sokratesa, a za jej pośrednictwem Platon wszystkich czytelników Uczty.

## Tłumaczenia
- Polski tekst Uczty w przekładzie Władysława Witwickiego w serwisie Wolne Lektury
- Grecki oryginał Uczty
- Przekład Uczty na język angielski. etext.library.adelaide.edu.au. [zarchiwizowane z tego adresu (2009-02-03)].
- Przekład Uczty na język niemiecki